# Кругобайкальская железная дорога
Кругобайка́льская желе́зная доро́га (КБЖД) — частично сохранившаяся историческая железнодорожная ветка, построенная в 1896–1905 годах и соединившая две ранее построенные части транссибирской железнодорожной магистрали. Название «Кругобайкальская железная дорога» использовалось во время строительства и в первые годы эксплуатации нового участка Забайкальской железной дороги протяжённостью 260 километров от города Иркутска до станции Мысовая. Административно КБЖД никогда не существовала — действовало Управление по строительству Кругобайкальской железной дороги, с 1934 года этот участок входит в Восточно-Сибирскую железную дорогу.
КБЖД начиналась на станции Иннокентьевская (современное название — Иркутск-Сортировочный), достигала озера Байкал у станции Байкал, далее шла по берегу озера Байкал (дорога была проложена по краю берега через склоны Приморского хребта) и заканчивалась на станции Мысовая. Участок пути по берегу Байкала представляет собой наиболее сложный железнодорожный проект из реализованных в мире.
13 октября 1905 года КБЖД была официально пущена в эксплуатацию, в 1956 году эксплуатация первых 72 км пути была прекращена — участок между станциями Иркутск-Сортировочный и Байкал был разобран, а в 1958 году насыпь разобранной дороги была затоплена при заполнении водохранилища Иркутской ГЭС.
В XXI веке КБЖД называют ставший тупиковым с 1956 года участок бывшего основного хода транссиба между станциями Байкал и Слюдянка II.
Отсчёт километров на КБЖД ведётся от станции Иркутск-Сортировочный, которая до 1934 года была административной границей Томской и Забайкальской железных дорог. Станция Байкал находится на 72-м километре от этой точки отсчёта, станция Слюдянка II — на 161-м.
Проходящий по берегу озера Байкал вдоль подножия Олхинского плато участок КБЖД от города Слюдянки до посёлка Байкал является уникальным памятником инженерного дела.
84-километровый участок КБЖД от станции Байкал до станции Култук являются историко-архитектурным памятником под охраной государства.

## История

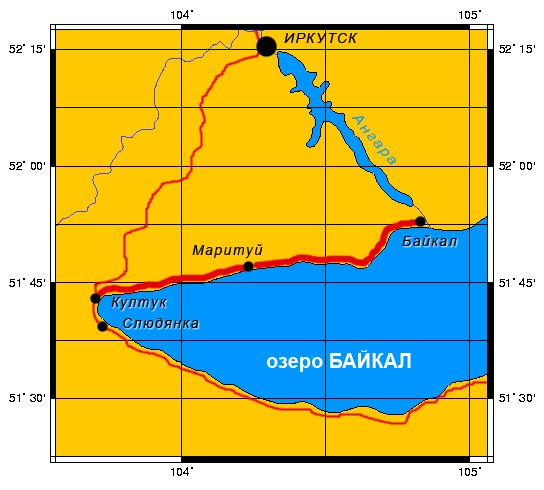
Карта участка от станции Култук до станции Байкал

Сибирский железнодорожный путь, впоследствии получивший название Транссибирской магистрали, при проектировании был разделён на семь участков, среди которых был Кругобайкальский, маршрут которого должен был пройти от Иркутска до пристани Мысовая (ныне город Бабушкин) на восточном берегу Байкала.

### Изыскательские работы
Первоначальные изыскательские работы были проведены с участием А. И. Штукенберга в 1836—1840 годах. Окончательный этап работ по определению маршрута первого участка Кругобайкальской железной дороги, от Иркутска до озера Байкал был проведён в 1894 году.
Изначально предполагалось построить понтонный мост и вести дорогу по правому берегу реки Ангары (левый берег был слишком сложен), однако впоследствии этот вариант был признан нецелесообразным: уровень воды в Ангаре был подвержен частым колебаниям, а во время ледохода переправа и вовсе была бы недоступна. Поэтому впоследствии дорогу от Иркутска решили прокладывать по левому берегу.
|  |  |  |

|  |  |  |

| 5177,1 |
| 00,0   |

|  |  |  |

|  |  |  |  |  |

|  |  |  |

| 5180,9 |
| 3,0    |

|  |  |  |

|  |  |  |

| 5182,7 |
| 5,0    |

|  |  |  |

|  |  |  |

|  |  |  |

| 5184,5 |
| 7,0    |

|  |  |  |  |  |

| ←2 пути↑ |
| ↓1 путь↓ |

|  |  |  |  |  |

|  |  |  |

|  |  |  |

|  |  |  |

|  |  |  |

|  |  |  |

|  |  |  |

|  |  |  |

|  |  |  |

|  |  |  |

|  |  |  |

|  |  |  |

|  |  |  |

|  |  |  |

| 82,7 |
| 82,9 |

|  |  |  |

|  |  |  |

| 85,5 |
| 85,7 |

|  |  |  |

| 87,7 |
| 87,9 |

|  |  |  |

|  |  |  |

| 89,1 |
| 89,2 |

|  |  |  |

| 89,3 |
| 89,8 |

|  |  |  |

|  |  |  |

| 91,2 |
| 91,5 |

|  |  |  |

|  |  |  |

| 92,3 |
| 92,8 |

|  |  |  |

|  |  |  |

| 95,3 |
| 95,8 |

|  |  |  |

|  |  |  |

| 97,5 |
| 97,6 |

|  |  |  |

| 97,8 |
| 97,9 |

|  |  |  |

|  |  |  |

|  |  |  |

|  |  |  |

|  |  |  |

|  |  |  |

| 100,1 |
| 100,6 |

|  |  |  |

|  |  |  |

|  |  |  |

| 101,6 |
| 101,9 |

|  |  |  |

|  |  |  |

| 102,4 |
| 102,6 |

|  |  |  |

|  |  |  |

| 102,4 |
| 102,6 |

|  |  |  |

|  |  |  |

|  |  |  |

|  |  |  |

| 109,4 |
| 110,2 |

|  |  |  |

|  |  |  |

|  |  |  |

|  |  |  |

|  |  |  |

| 115,3 |
| 115,4 |

|  |  |  |

| 117,2 |
| 117,3 |

|  |  |  |

|  |  |  |

|  |  |  |

|  |  |  |

| 121,10 |
| 122,2  |

|  |  |  |

|  |  |  |

|  |  |  |

|  |  |  |

| 123,2 |
| 123,3 |

|  |  |  |

| 123,2 |
| 123,6 |

|  |  |  |

|  |  |  |

| 123,9 |
| 124,1 |

|  |  |  |

|  |  |  |

| 124,9 |
| 125,3 |

|  |  |  |

| 125,7 |
| 125,9 |

|  |  |  |

|  |  |  |

| 126,3 |
| 126,6 |

|  |  |  |

| 128,1 |
| 128,4 |

|  |  |  |

| 128,7 |
| 128,8 |

|  |  |  |

|  |  |  |

|  |  |  |

|  |  |  |

|  |  |  |

| 130,1 |
| 131,1 |

|  |  |  |

| 131,3 |
| 131,5 |

|  |  |  |

|  |  |  |

|  |  |  |

| 133,2 |
| 133,4 |

|  |  |  |

| 133,5 |
| 133,7 |

|  |  |  |

| 133,9 |
| 134,2 |

|  |  |  |

|  |  |  |

|  |  |  |

|  |  |  |

|  |  |  |

|  |  |  |

|  |  |  |

|  |  |  |

| 140,5 |
| 140,7 |

|  |  |  |

| 141,2 |
| 141,5 |

|  |  |  |

| 143,2 |
| 143,4 |

|  |  |  |

| 143,9 |
| 144,4 |

|  |  |  |

|  |  |  |

| 144,6 |
| 144,8 |

|  |  |  |

|  |  |  |

| 147,5 |
| 147,6 |

|  |  |  |

|  |  |  |

| 144,7 |
| 144,8 |

|  |  |  |

| 148,2 |
| 148,3 |

|  |  |  |

|  |  |  |

|  |  |  |

| 149,7 |
| 149,8 |

|  |  |  |

| 149,10 |
| 150,1  |

|  |  |  |

| 153,1 |
| 153,2 |

|  |  |  |

|  |  |  |

|  |  |  |

|  |  |  |

|  |  |  |

|  |  |  |

|  |  |  |

| 5306,0 |
| 160,0  |

|  |  |  |

|  |  |  |

|  |  |  |

|  |  |  |

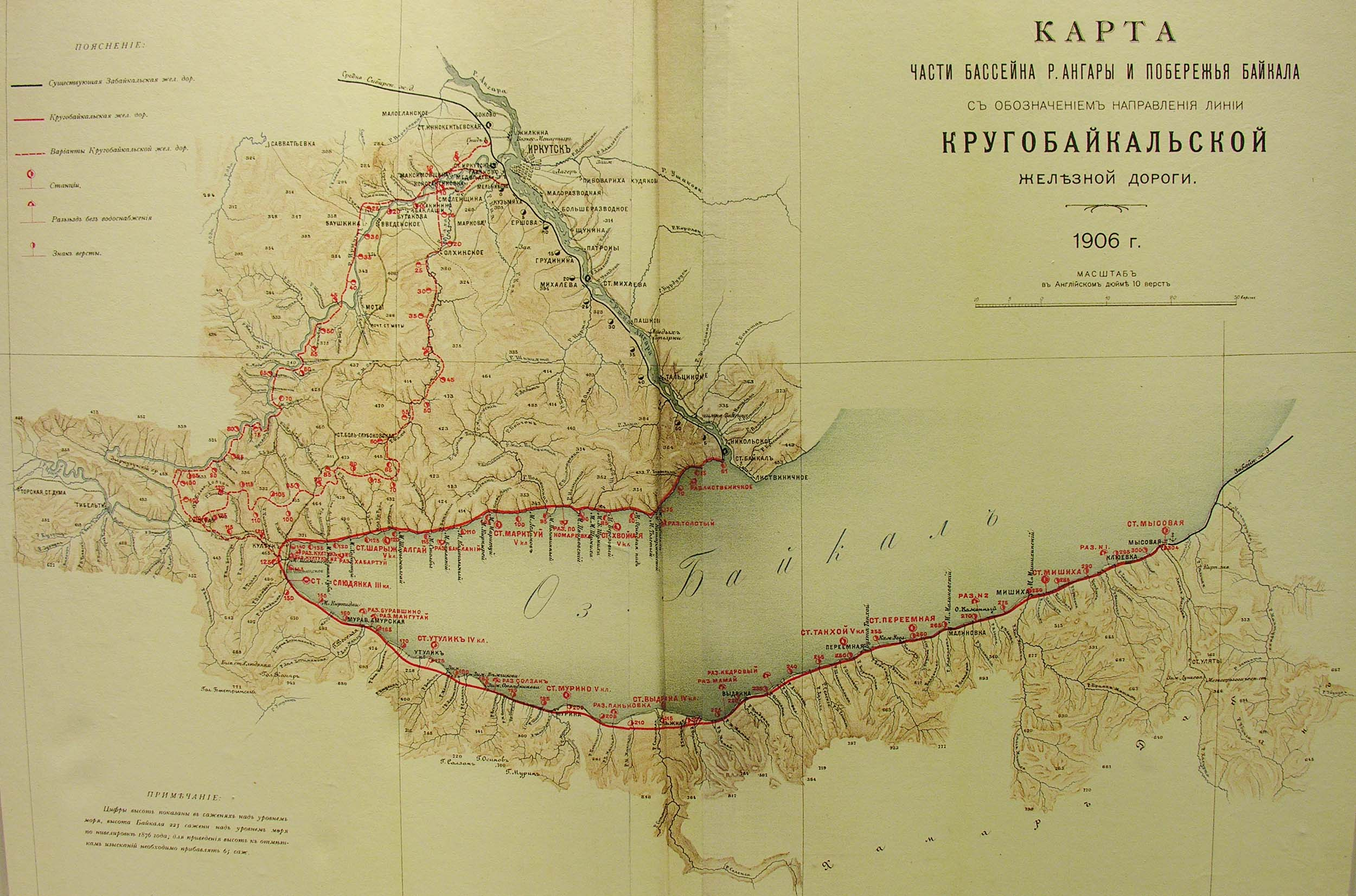
Варианты прохождения Кругобайкальской железной дороги

Параллельно проводились работы по определению маршрута участка дороги, призванного соединить «разрыв» на Сибирской магистрали. Восточный её отрезок, от Мысовой до Култука, проходящий по равнинному и пологому южному берегу озера, не вызывал споров. Наибольшие сложности вызвал участок, призванный соединить Иркутск и Култук. В ходе изысканий, осуществлённых под руководством профессора И. В. Мушкетова, было исследовано четыре варианта прохождения железной дороги на этом отрезке:
- от Иркутска по левому берегу реки Иркут через Зыркузунский хребет до селения Култук;
- от Иркутска по долинам рек Большая Олха и Крутая Губа и дальше по берегу озера Байкал до селения Култук;
- от станции Байкал до Култука по берегу озера Байкал;
- от села Биликтуй (расположенного на Средне-Сибирской железной дороге западнее Иркутска) через Тункинский хребет до селения Култук.

По результатам работ горных инженерных партий комитетом по сооружению Сибирской железной дороги 29 июня 1899 года из четырёх первоначальных вариантов было отобрано два: от Иркутска через Зыркузунский хребет и по берегу озера Байкал. В течение 1899—1900 годов под руководством Б. У. Савримовича по этим маршрутам были проведены подробные окончательные изыскания и предпочтения инженеров были отданы варианту вдоль побережья. Несмотря на сложность берега, представляющего собой скалистую гряду с крутыми откосами, возвышающуюся над урезом воды на 270—400 метров, расчёты показали экономическую эффективность именно этого варианта.
Окончательное решение о прохождении маршрута было принято комитетом по сооружению Сибирской железной дороги 9 (22) июня 1901 года. Сметная стоимость строительства данного отрезка Кругобайкальской дороги составила 52,52 млн рублей. Начальником строительства был назначен инженер путей сообщения Б. У. Савримович.

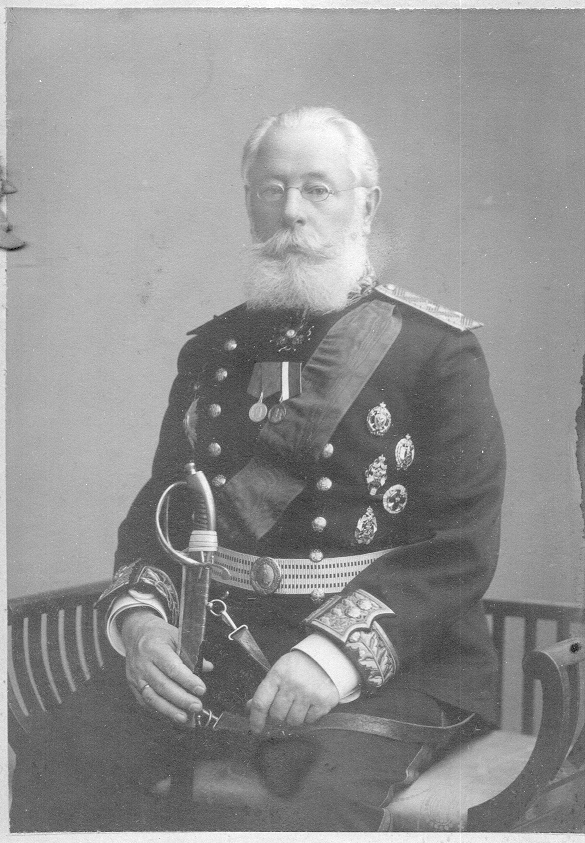
Ф. К. Дриженко — руководитель Гидрографической экспедиции на Байкале

### Гидрографические исследования
По замыслу Комитета по строительству Транссибирской магистрали, во время постройки самого сложного участка КБЖД от порта Байкал до Култука сквозное движение должно было обеспечиваться Байкальской железнодорожной переправой, которая после ввода в эксплуатацию основного железнодорожного пути должна была бы выполнять следующие функции:
- дублирующей железнодорожной ветки (на случай аварий на КБЖД);
- казённого пароходства на озере Байкал;
- железнодорожной паромной «стыковки» с планируемой в перспективе Северобайкальской железной дорогой, которая должна была пройти от северной оконечности Байкала в район Бодайбо (один из первых проектов БАМа).

Для обеспечения работы Байкальской железнодорожной переправы должны были быть проведены гидрографические исследования озера Байкал, составлены морские навигационные карты, лоция, исследования льда, выбраны места для маяков и метеорологических станций. Проект гидрографических исследований Байкала составили в 1894 году Ф. К. Дриженко и Ю. М. Шокальский.
В 1895 году была создана Гидрографическая экспедиция Байкальского озера под руководством полковника Ф. К. Дриженко, которая в 1896 году начала рекогносцировочные работы на озере. Работы экспедиции продолжались в летние сезоны 1897—1902 годов, причём в 1902 году исследовалась река Верхняя Ангара и волок от Верхней Ангары до Бодайбо.
Результатом работы экспедиции стали морские навигационные карты и атлас Байкала, лоция озера с описанием физико-географических условий плавания, атлас Верхней Ангары, атлас волока до Бодайбо, построены маяки и метеорологические станции.

### Строительство дороги

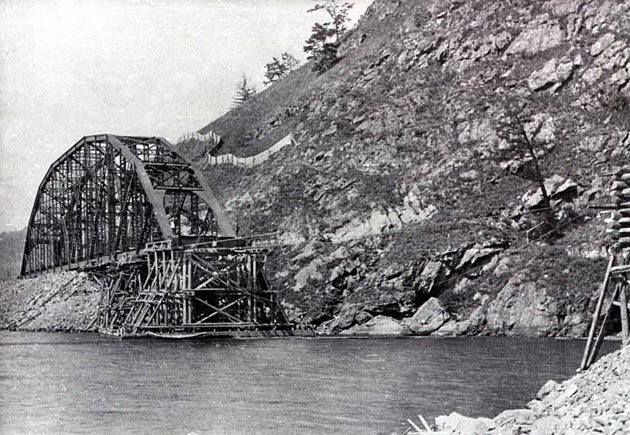
Накатка Горбатого моста в бухте Берёзовой. 1900—1903 гг.

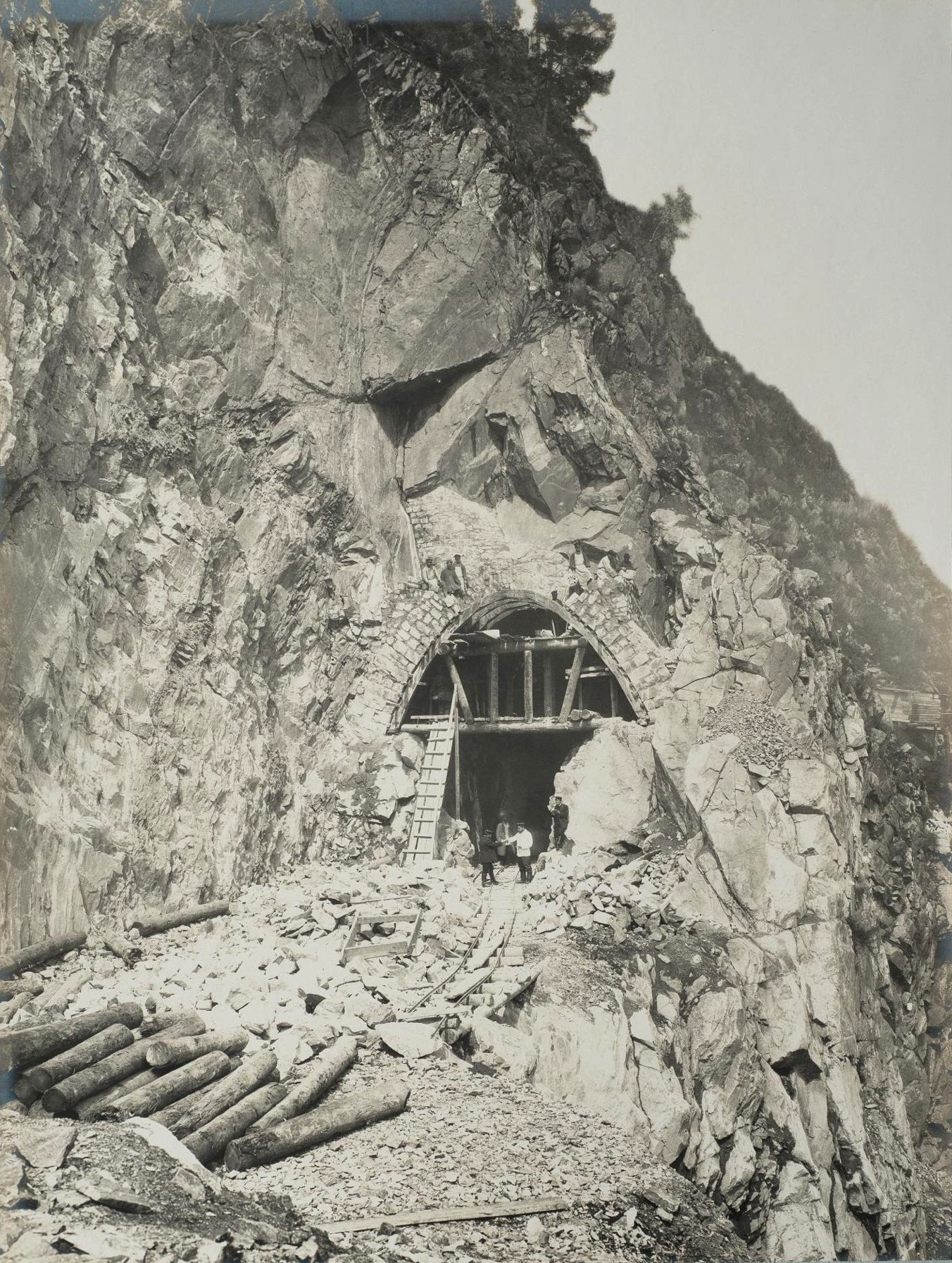
Сооружение тоннеля в скальном грунте. 1900—1903 гг.

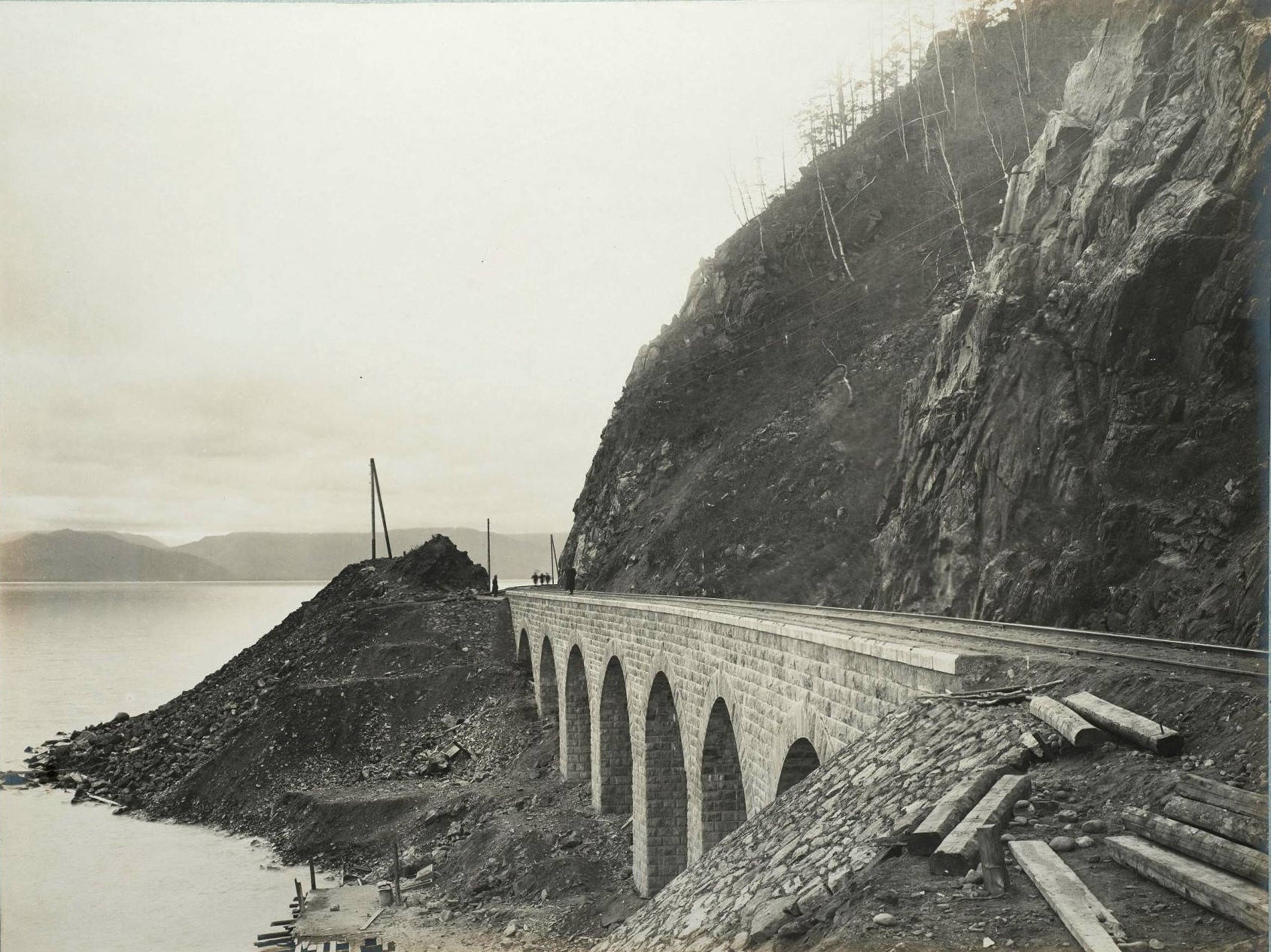
Строительство одного из каменных виадуков. 1902—1904 гг.

Сооружение дороги от Иркутска до байкальского мыса Малый Баранчик (на современных картах мыс Устьянский), на котором расположен порт Байкал, велось с 1896 по 1900 год; всего на эти цели было истрачено 3,47 млн рублей. К этому времени также была достроена дорога от Сретенска до Мысовой на восточном берегу Байкала. Строительство участка КБЖД на восточном берегу началось в конце 1899 года, первоначально силы строителей были брошены на участок от Мысовой до Танхоя. Затем был проложен участок от Танхоя до Слюдянки. При строительстве дороги широко применялся труд арестантов: ссыльных в Забайкалье и Иркутскую губернию, и каторжных Нерчинской каторги, Усолья и Александровской тюрьмы, а также из Иркутска и Лиственничной. Из-за тяжёлых условий труда строители неоднократно восставали, восстания подавлялись правительственными войсками и жандармами. На обеспечение принудительного труда арестантской рабочей силы была развёрнута обширная вспомогательная инфраструктура, так, например, в пос. Большие Коты было развёрнуто обувное производство специально для каторжников (каторжанам была необходима специальная обувь, чтобы они никуда не убежали).
Возведение самого сложного отрезка, от Слюдянки до станции Байкал, началось лишь весной 1902 года, а сроком окончания работ Комитетом по сооружению Кругобайкальской железной дороги была названа дата 15 августа 1905 года.
Берег Байкала на данном участке представлял собой каменистую гряду, возвышающуюся над урезом озера на высоту до 400 метров. По первоначальному плану, на этом участке было необходимо соорудить 33 тоннеля общей стоимостью в 5,3 млн рублей; подпорных стенок на сумму 3,7 млн рублей; виадуков на сумму 1,6 млн рублей. В связи с возможным негативным влиянием вод озера была рассчитана минимальная высота пролегания железнодорожного полотна над урезом воды Байкала — 5,33 метра. Технические условия при устройстве разъездов определяли пропускную способность дороги в 14 пар поездов в сутки.
По причине отсутствия прибрежной террасы доставка всех материалов к месту строительства (за исключением камня, добываемого на месте) осуществлялась по воде (летом — на баржах, зимой — на гужевом ходу по льду). Сложный рельеф берега, сложенного практически везде скальными породами, вынудил строителей подавляющую часть маршрута дороги прокладывать в тоннелях либо на искусственных полках, вырубленных в скалах; откосы дороги приходилось укреплять подпорными стенками. Строительство велось практически вручную; трудности и лишения, терпимые рабочими, усугублялись жарким летом и суровой зимой.

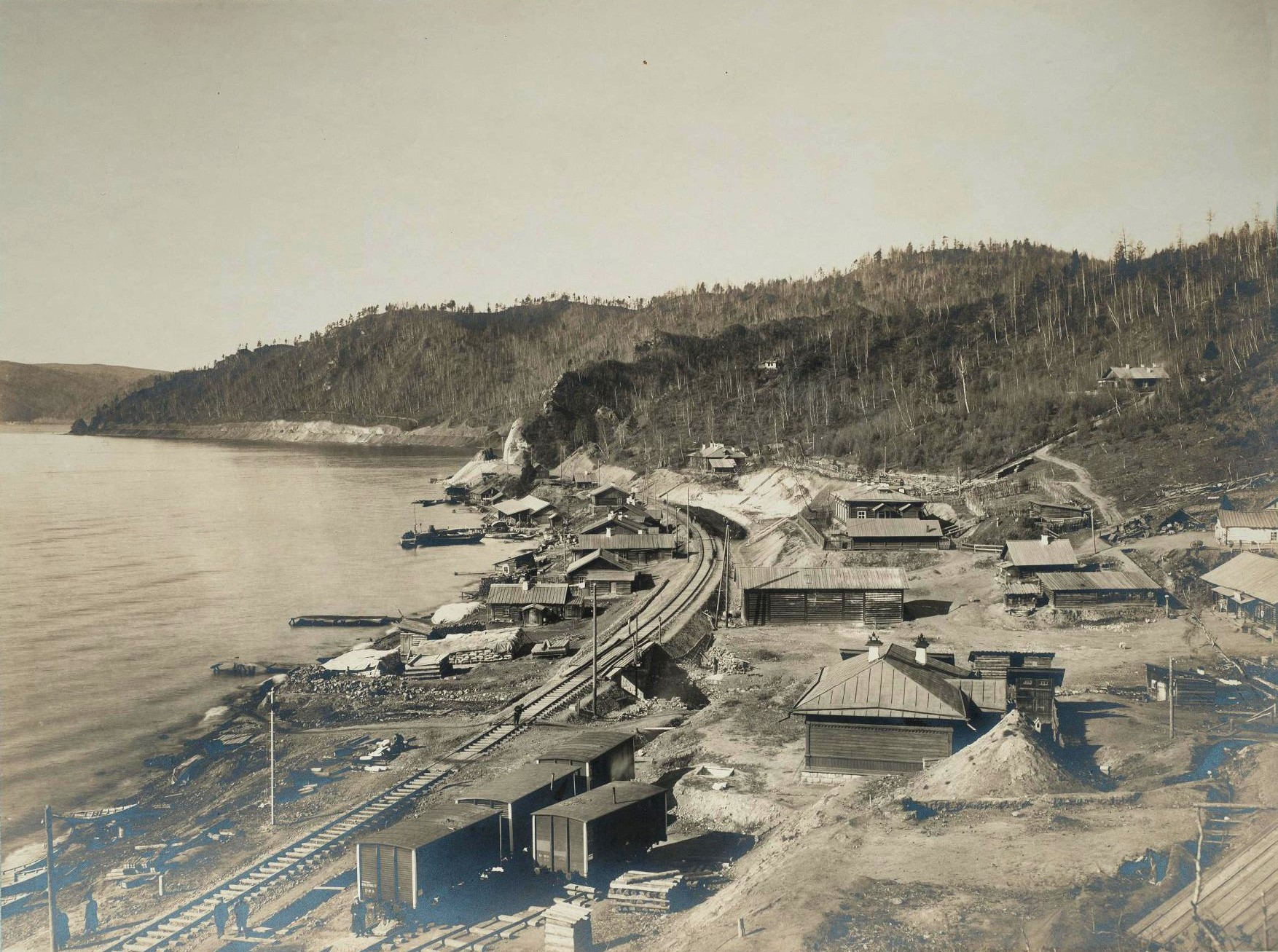
Линия ж.-д. вдоль берега. 1902—1904 гг.

На каждый километр дороги было истрачено в среднем около вагона взрывчатых веществ, а также было проведено земляных работ по объёму, примерно равному 400 вагонам. Насыпи составили 28,7 % длины пути, выемки — 71,3 % (причём большая часть — в скальных грунтах). Верхнее строение пути на дороге пришлось утяжелить: были использованы более мощные рельсы, увеличено количество шпал. В связи со сложным рельефом пришлось уменьшить минимальный радиус кривых в поворотах.
В строительстве КБЖД участвовали иностранцы — албанцы, поляки, особенно велик был вклад итальянских специалистов. В частности, в строительстве тоннелей участвовали более 600 фриулианских мастеров-тоннелестроителей. Память об этом сохранилась в названии одной из подпорных стенок — Итальянской.
Работы по строительству магистрали были ускорены в связи с началом Русско-японской войны 1904—1905 годов. Вначале, в 1901—1902 годах, на строительстве магистрали работало около 9 тыс. рабочих, а в 1903—1904 годах — 13,5 тыс. человек. Основные силы были пущены на ввод в эксплуатацию железнодорожного полотна, поэтому работы по развитию станций и посёлков на пути следования дороги не проводились.
Рабочее движение поездов по маршруту КБЖД началось 18 сентября (1 октября) 1904 года, а 16 (29) октября 1905 года дорога была принята в постоянную эксплуатацию. Длина магистрали в окончательном её виде от станции Байкал до Мысовой составила 244 версты (260 км). Итоговая стоимость одного километра КБЖД составила около 130 тыс. рублей (по сравнению с 93 тыс. рублей на остальных отрезках Транссиба).

### Байкальская железнодорожная переправа
С целью установления сквозного железнодорожного сообщения было решено до окончания строительства Кругобайкальской дороги соединить берега озера железнодорожной паромной переправой. Для работы на переправе в английском Ньюкасле на верфи Sir W G Armstrong Whitworth & Co Ltd были заказаны два парома-ледокола — «Ангара» и «Байкал».
24 апреля 1900 года паром «Байкал» водоизмещением 3470 т совершил свой первый рабочий рейс, имея на борту 500 пассажиров, 167 лошадей, два паровоза, три вагона и 1000 пудов груза. 1 августа 1900 года начались рабочие рейсы «Ангары» по перевозке грузов и пассажиров. 10 октября 1901 года «Байкальская железнодорожная переправа» была официально принята в эксплуатацию и вошла в состав Забайкальской железной дороги. Общая стоимость комплекса достигла 6,74 млн рублей.

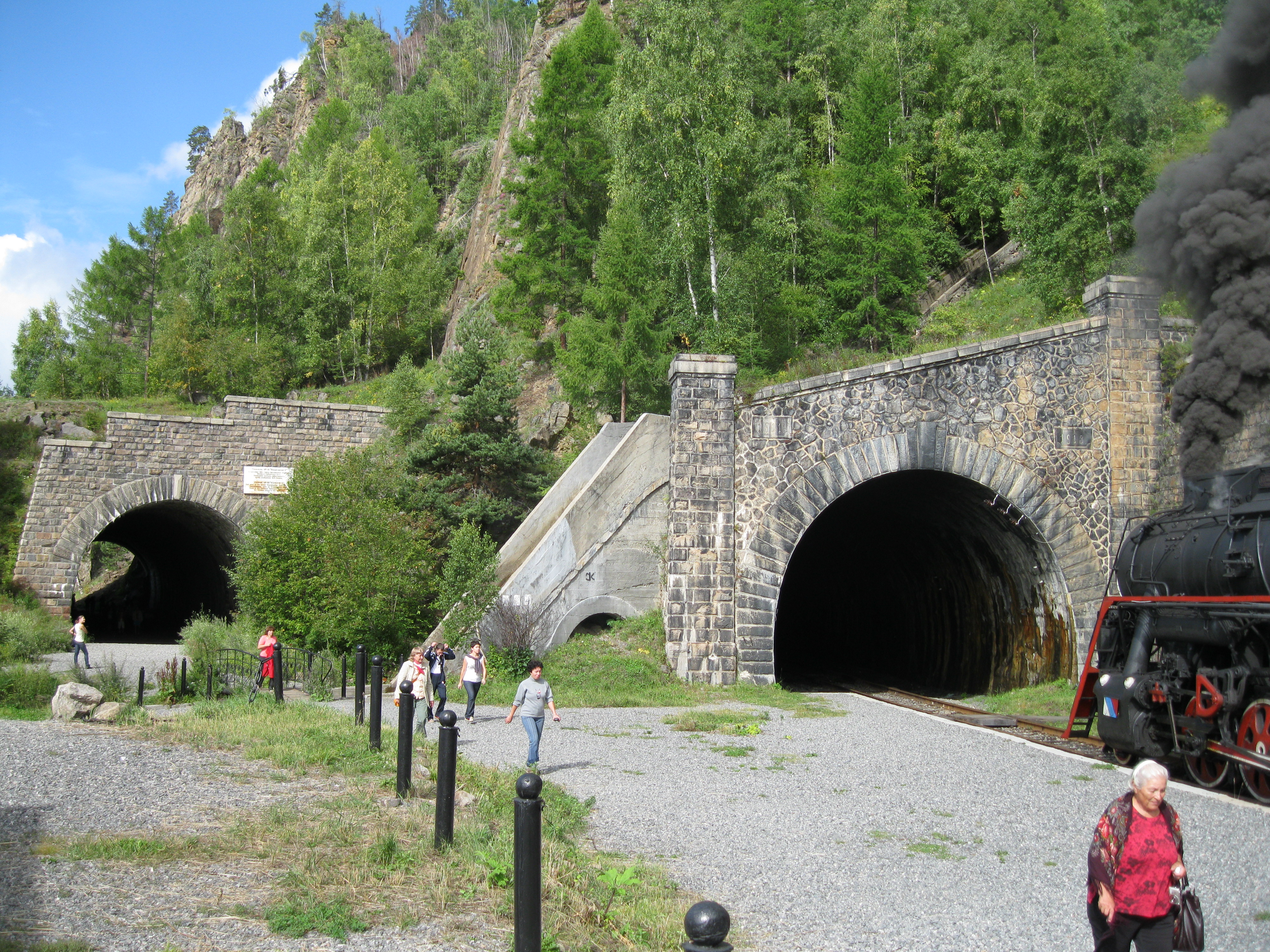
Тоннели № 18 (не эксплуатируется с 1913 г.) и № 18-бис у ручья Киркирея (здесь произошла стыковка Великого Сибирского пути: последний костыль 13.09.1904 вбил министр ПС России М. И. Хилков)

С января 1901 года, после окончания навигации «Байкала» и «Ангары», начала действовать железная дорога, проложенная по льду. Вагоны по ней перегонялись поштучно на гужевой тяге. Параллельно железнодорожной ветке прокладывалось ледовое шоссе. Железнодорожная ветка и шоссе по льду должны были хотя бы частично заменить паромную переправу. С 9 января началось движение по льду на санях, а с 12 января — по ледовой железной дороге. Впоследствии подобные дороги прокладывались каждую зиму до вступления в строй Кругобайкальской железной дороги в 1905 году. Особенно интенсивно ледовые трассы действовали во время Русско-японской войны.

### Активная эксплуатация
Со вводом в строй всей трассы КБЖД маршрут Транссиба вокруг Байкала был полностью замкнут, по магистрали пошли грузы, пассажирские вагоны. Кругобайкальскую железную дорогу называли «Золотой пряжкой стального пояса России».
Первоначально дорога была построена в одной колее; в 1911—1914 годах были проведены работы по сооружению вторых путей, что позволило увеличить пропускную способность Кругобайкальской железной дороги до 48 пар поездов в сутки. При этом при строительстве мостов и других инженерных сооружений вместо природного камня активно применялся новый для тех времён материал — железобетон. В рамках данных работ значительное внимание уделялось строительству станций и пристанционных посёлков. Всего на участке Байкал — Слюдянка было образовано десять остановочных пунктов. Также были предприняты меры по улучшению безопасности движения, исключению обвалов и другому.

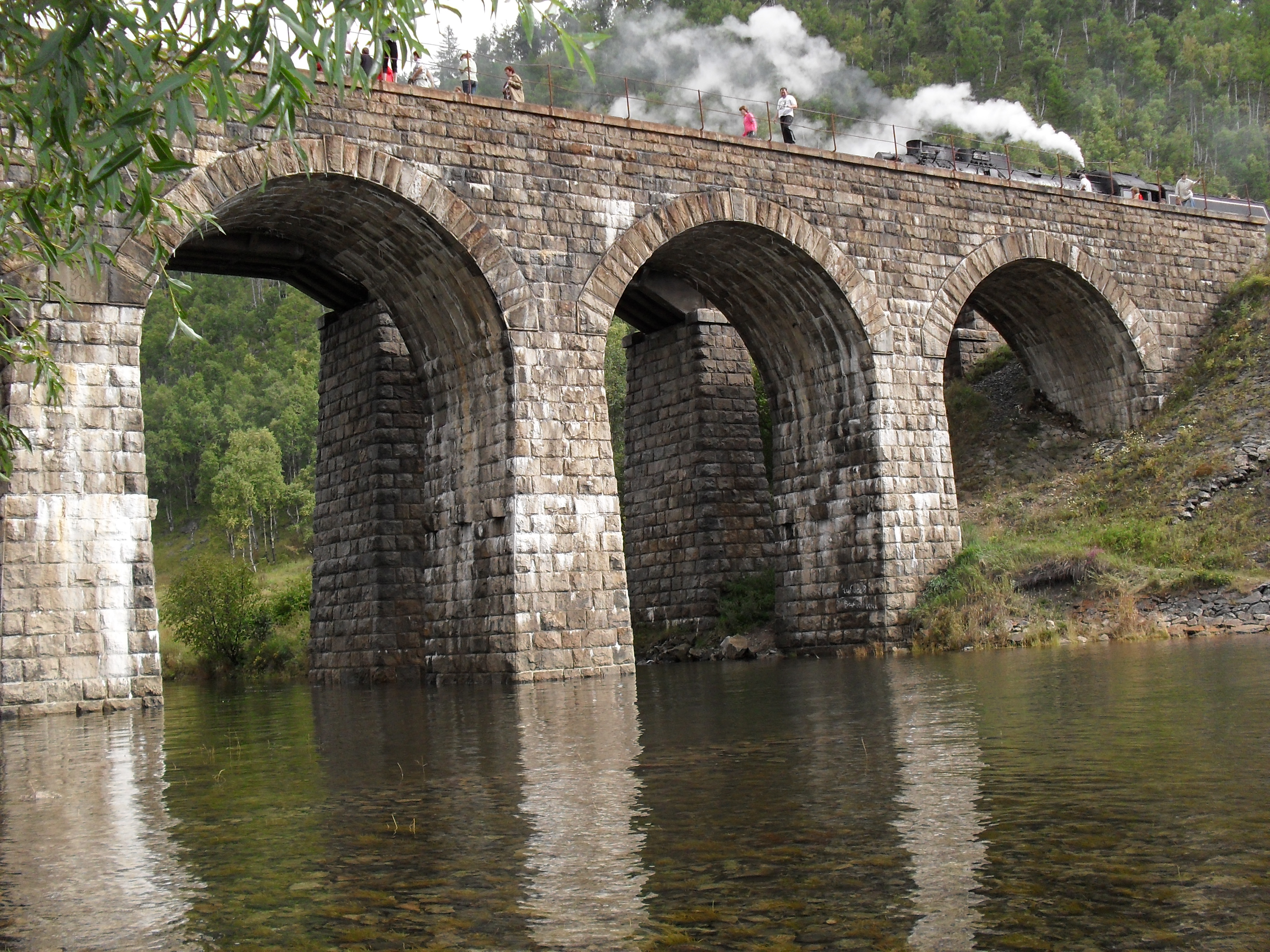
Один из мостов на КБЖД

В ходе революционных событий 1917 года и последующей Гражданской войны КБЖД была ареной активных боёв, свидетельством чему являются братские могилы жертв тех событий. «Киркидайский» тоннель (№ 39 — за Слюдянкой в сторону Мысовой) был взорван 23 июля 1918 года красноармейцами, отступавшими под натиском чехов. Позже тоннель был восстановлен, но движение на дороге отсутствовало почти 20 дней.
В 1930—1950-х годах на Кругобайкальской железной дороге активно развивались населённые пункты, строились новые жилые дома, казармы для военнослужащих, электростанции и другое.

### Упадок Кругобайкальской железной дороги
В 1940 году были начаты изыскательские работы по укреплению железнодорожного полотна и обеспечению безопасности движения на КБЖД. Из-за начавшейся Великой Отечественной войны эти работы были завершены только к 1947 году. Группа разработчиков пришла к неожиданному выводу: в связи с огромной стоимостью было предложено не проводить никаких работ на дороге вдоль Байкала. Взамен предлагалось достраиваемую к тому моменту однопутную дорогу от Иркутска до Слюдянки через Олхинское плато превратить в двухпутную электрифицированную магистраль.
Строительство перевальной дороги Иркутск — Большой Луг — Слюдянка началось в августе 1941 года с проходки двух тоннелей близ станции Култук. Полностью однопутная «срезка» была введена в эксплуатацию 1 января 1949 года, после чего строители приступили к сооружению второго пути, а в середине 1950-х годов линия была электрифицирована. Основной ход Транссибирской магистрали был переведён на новый участок, заметно сокративший путь по сравнению с Кругобайкальской веткой.

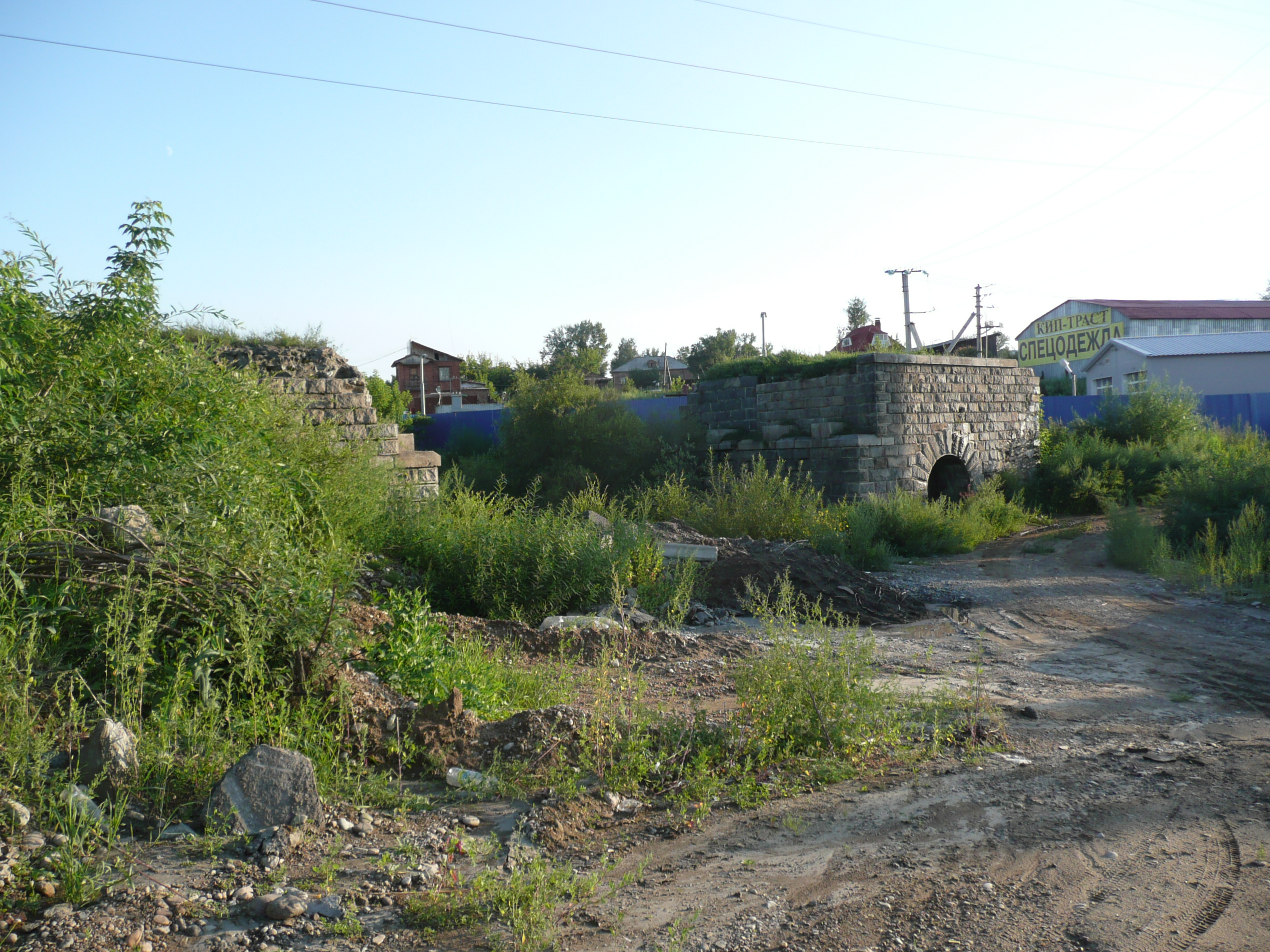
Остатки моста на закрытом участке КБЖД в Иркутске

В 1950 году началось строительство Иркутской ГЭС. В связи с этим часть Транссиба от Иркутска до посёлка Байкал, проходившая вдоль реки Ангары (не относящаяся к КБЖД), была разобрана в 1956 году и в этом же году затоплена при наполнении Иркутского водохранилища (от неё сохранились только остатки дамбы на берегу Ангары вблизи посёлка Байкал). В итоге сформировался современный, «тупиковый» маршрут КБЖД (Слюдянка-II — Байкал). Магистраль потеряла своё стратегическое значение, количество пар поездов на дороге резко уменьшилось, с тоннелей и мостов была снята охрана. В связи с ненадобностью был разобран первый путь КБЖД.
В начале 1980-х годов даже звучали голоса за закрытие дороги или строительство на её месте автомобильного шоссе. Постепенно стали пустеть посёлки вдоль дороги, люди стали покидать дома. Практически единственным средством связи с «большой землёй» для жителей этих мест стал редко ходящий паровоз, а позднее — тепловоз с пассажирскими и грузовыми вагонами (с 2012 года вместо него может использоваться также дизель-поезд РА2 либо автомотриса РА1) сообщением Слюдянка — Култук — Байкал (порт Байкал связан с находящимся на противоположном берегу Ангары посёлком Листвянка паромом). В то же время, проснулся интерес к КБЖД как к памятнику истории и инженерного искусства. Летом 1975 года по заданию ВООПИК была проведена экспедиция по обследованию и описанию дороги.

## Современное состояние

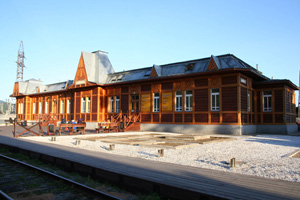
Вокзал станции Байкал

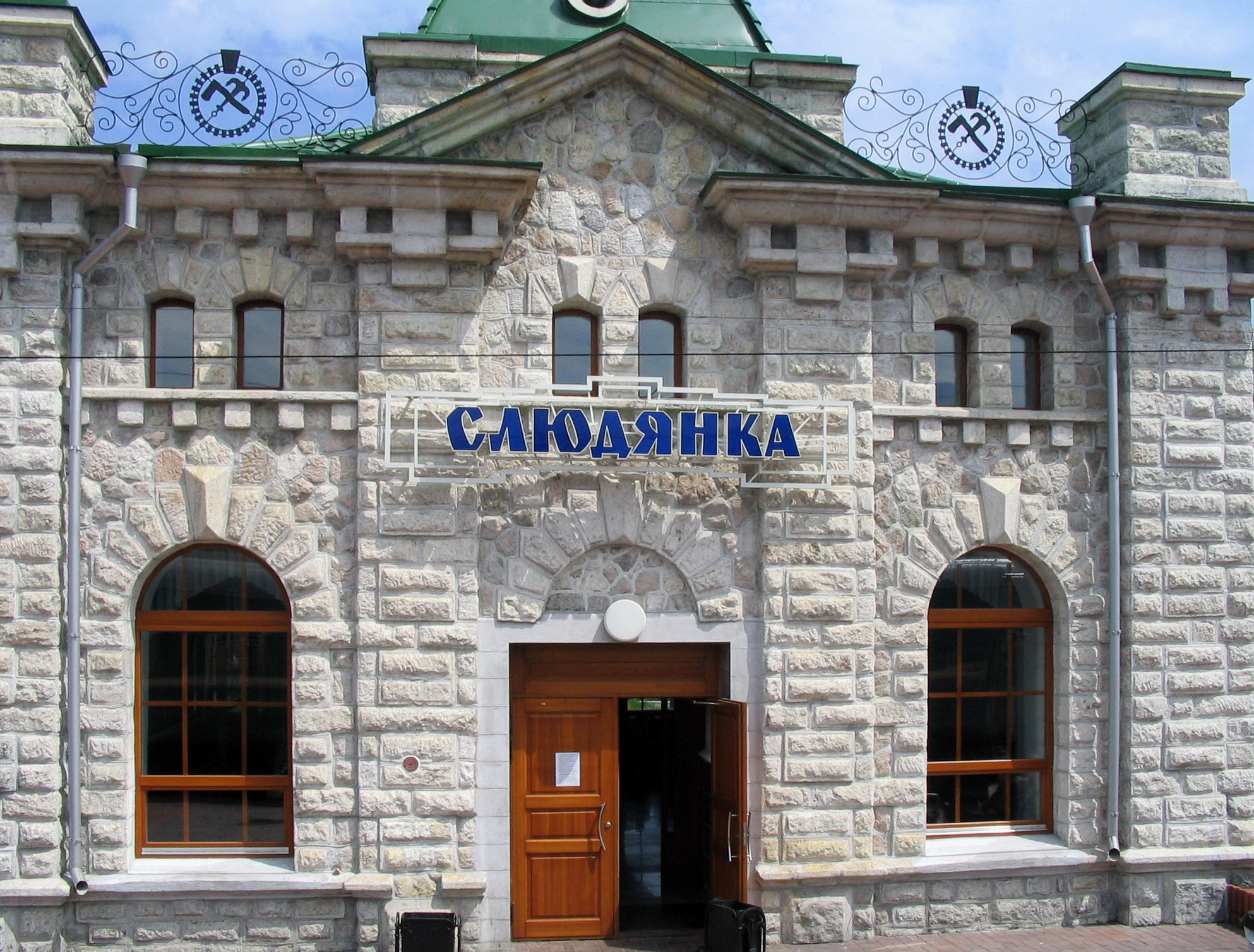
Вокзал в Слюдянке (в здании вокзала открыта музейная экспозиция, посвящённая КБЖД)

В настоящее время Кругобайкальской железной дорогой обычно называют ветку Слюдянка II — Байкал длиной 89 километров. На дороге сейчас имеется четыре станции (Култук, Маритуй, Уланово и Байкал) и один разъезд 137-й км. На КБЖД используется 38 тоннелей общей длиной 9063 м (самый длинный из них — тоннель через мыс Половинный длиной 777 м), 15 каменных галерей общей длиной 295 м (сейчас используется только пять из них) и три железобетонных галереи с отверстиями, 248 мостов и виадуков, 268 подпорных стенок. По насыщенности инженерными сооружениями КБЖД не имеет равных в России и занимает одно из первых мест в мире. Тоннели и каменные галереи КБЖД уникальны тем, что они строились по нетиповым проектам и не были перестроены в последующие годы, сохранив первоначальный вид и замысел архитекторов и инженеров начала XX века.
В 1980—1990-х годах была проведена некоторая реконструкция дороги, проведён ряд мероприятий по укреплению сооружений, переложен новый путь на всём протяжении. В начале XXI века по дороге регулярно курсирует один поезд (тепловоз и два вагона) четыре раза в неделю туда и обратно. Время в пути от Слюдянки до станции Байкал — 4 часа 40 минут. Этот поезд именуется жителями придорожных селений словом «передача», отражающим значение этого транспорта для обеспечения их предметами первой необходимости. Ещё одно название поезда — «мотаня» (мотается между станциями, потому и «мотаня»). Также периодически ходят туристические поезда, в том числе с паровозной тягой.

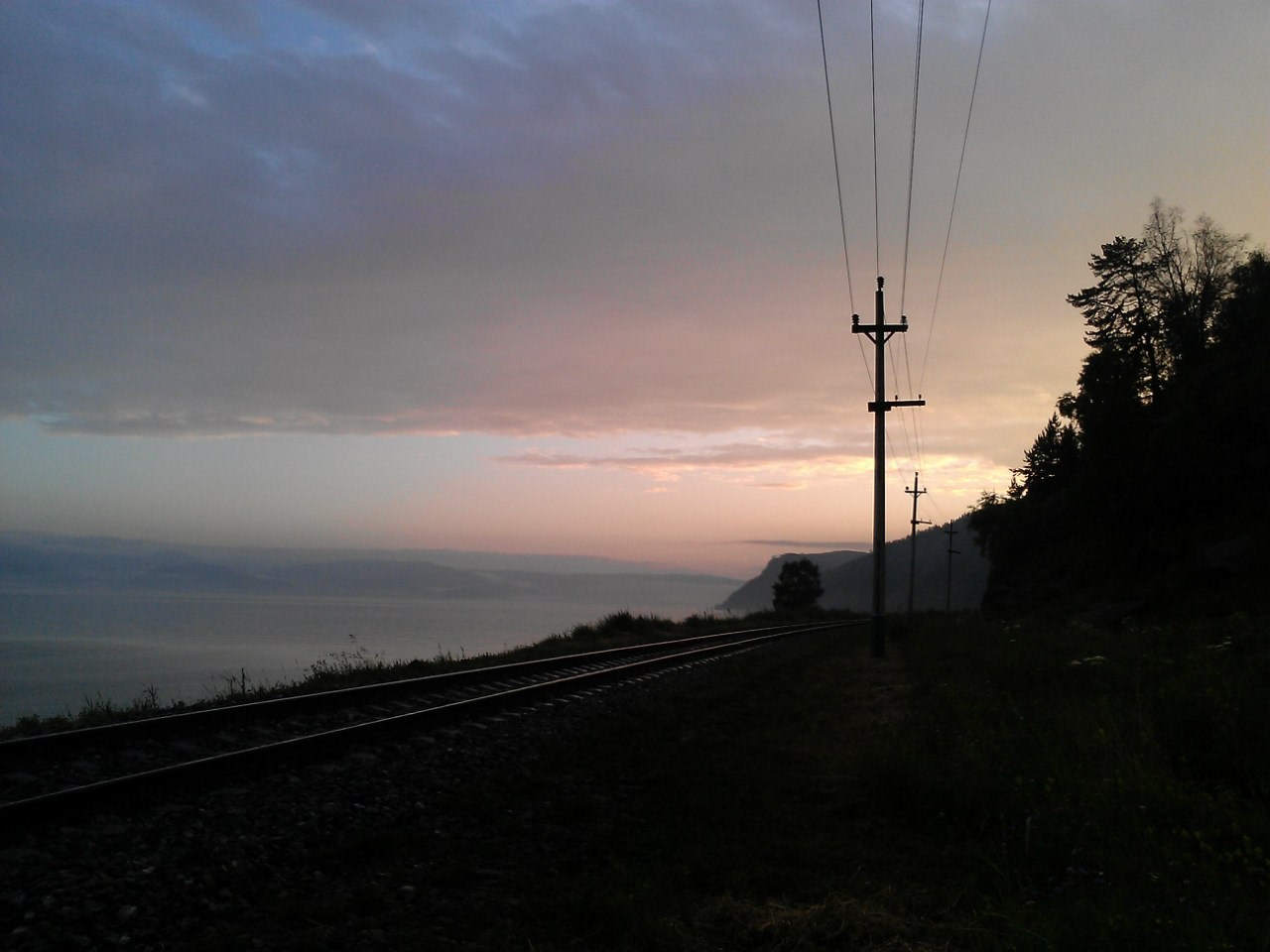
Закат на КБЖД

21 декабря 1982 года решением Иркутского облсовета участок КБЖД Байкал — Култук был объявлен архитектурно-ландшафтным заповедником и взят под государственную охрану. В настоящее время территория КБЖД в границах зоны отчуждения протягивается от станции Слюдянка-I до станции Байкал на 94 км, отходя от побережья Байкала на 106—213 м, далее начинается территория Прибайкальского национального парка. С начала 1980-х годов начал постепенно осваиваться туристический потенциал КБЖД (впрочем, в ограниченных масштабах как дачное место и зона отдыха станции на дороге использовались с самого момента её постройки). Работает ряд туристических баз (134 км «Таёжная», 102 км «Шумиха», 98 км «Хвойная», 80 км «Ретро» и «Серебряный ключ»), развит «дикий» туризм. В настоящее время освоением туристских возможностей дороги, в том числе и для зарубежных туристов, активно занимаются ОАО «Российские железные дороги».
Помимо собственно «железнодорожных» достопримечательностей туристов по маршруту КБЖД привлекают многочисленные памятники природы: скальные обнажения («Белая выемка» и другие), каменные останцы и тому подобное. В посёлках вдоль КБЖД, особенно в Маритуе, сохранился ряд деревянных зданий начала XX века, построенных в стиле модерн.
Также на маршруте КБЖД размещены следующие учреждения:
- 80 км — научно-исследовательская экспериментальная база Центра сохранения историко-культурного наследия;[источник не указан 244 дня]
- 106 км — база института ядерных исследований, на которой под водой Байкала с 1993 года работает Байкальский подводный нейтринный телескоп NT-200+[37];
- 119—120 км (Маритуй) — место практики студентов биолого-почвенного факультета Иркутского государственного университета (до середины 1990-х годов).[источник не указан 244 дня]

Осенью 2005 года был проведён комплекс мероприятий по празднованию 100-летия дороги. К этому событию был перестроен вокзал на станции Байкал (открыта музейная экспозиция, посвящённая КБЖД), реконструирован вокзальный комплекс станции Слюдянка.
В ноябре 2013 года проводился капитальный ремонт пути от станции Култук до станции Маритуй. Маршруты пригородных поездов, следующих от станции Слюдянка-1 до станции Байкал и в обратном направлении, были разбиты на две части с сохранением расписания и остановок, между станцией Култук и о/п Шарыжалгай курсировали вахтовые автобусы.

## Перечень станций и остановочных пунктов

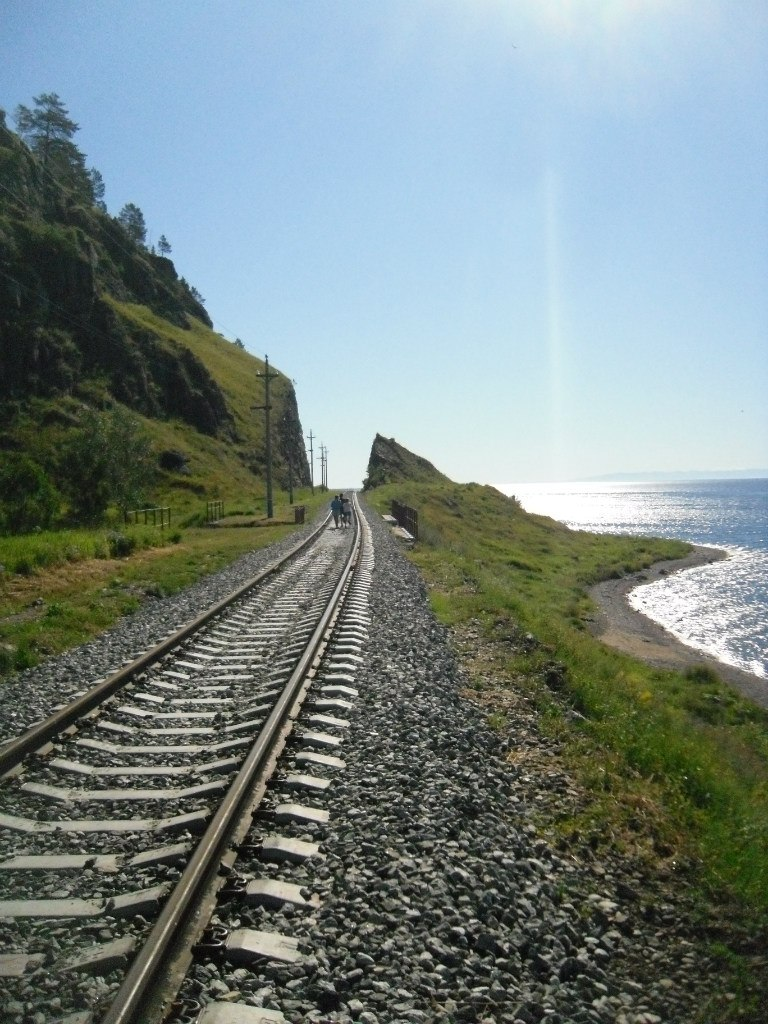
Откол

| Км  | Станция/остановочный пункт | Местоположение                   |
| --- | -------------------------- | -------------------------------- |
| 72  | станция Байкал             | посёлок Байкал                   |
| 74  | о. п. 74 км                | посёлок Байкал                   |
| 78  | о. п. 78 км                | турбаза «Серебряный Ключ»        |
| 80  | о. п. 80 км                | турбаза «Ретро»                  |
| 98  | станция Уланово            | турбаза «Хвойная»                |
| 102 | о. п. 102 км               | посёлок Шумиха, турбаза «Шумиха» |
| 106 | о. п. 106 км               | посёлок Ивановка                 |
| 107 | о. п. 107 км               | посёлок Пономарёвка              |
| 110 | о. п. 110 км               | посёлок Половинная               |
| 119 | станция Маритуй            | село Маритуй                     |
| 120 | о. п. 120 км               | село Маритуй                     |
| 129 | о. п. 129 км               | посёлок Баклань                  |
| 134 | о. п. 134 км               | турбаза «Таёжная»                |
| 137 | о. п. 137 км               | Центр деловых связей ВСЖД        |
| 138 | о. п. Шарыжалгай           | база Шарыжалгай                  |
| 139 | о. п. 139 км               | посёлок Шарыжалгай               |
| 149 | о. п. 149 км               | посёлок Ангасольская             |
| 154 | о. п. 154 км               | посёлок Широкая                  |
| 156 | станция Култук             | посёлок Култук                   |
| 159 | о. п. 159 км               | посёлок Култук                   |
| 161 | станция Слюдянка II        | город Слюдянка                   |

## Происшествия

### Обвалы и другие природные явления
Серьёзнейшей проблемой на КБЖД являются до сих пор частые обвалы и селевые потоки. Ещё во время проведения первых изысканий инженеры отмечали сильную выветренность горных пород и многочисленные осыпи. Массовая подрезка крутых склонов, спускавшихся к озеру, во время строительства дороги спровоцировала катастрофическую активизацию геодинамических процессов. Серьёзные обвалы случались во время строительства дороги, в частности, у тоннеля № 5 в апреле 1904 года произошёл обвал объёмом около 3000 м³, за месяц до окончания строительства в тоннеле № 9 произошёл обвал объёмом около 1000 м³, повредивший кладку тоннеля.
Результаты дальнейших исследований горных пород, лежащих вдоль дороги, показали, что они оказались не столь устойчивыми, как предполагалось при первоначальных изысканиях. Мало того, выполнение работ, связанных со строительством железной дороги (в особенности — с применением взрывчатых веществ), привело к образованию многочисленных трещин в толще скал. Были сделаны выводы о необходимости расширения строительства подпорных стенок, срезки косогоров и других мер. В ряде мест пришлось обходить опасные участки новыми тоннелями.

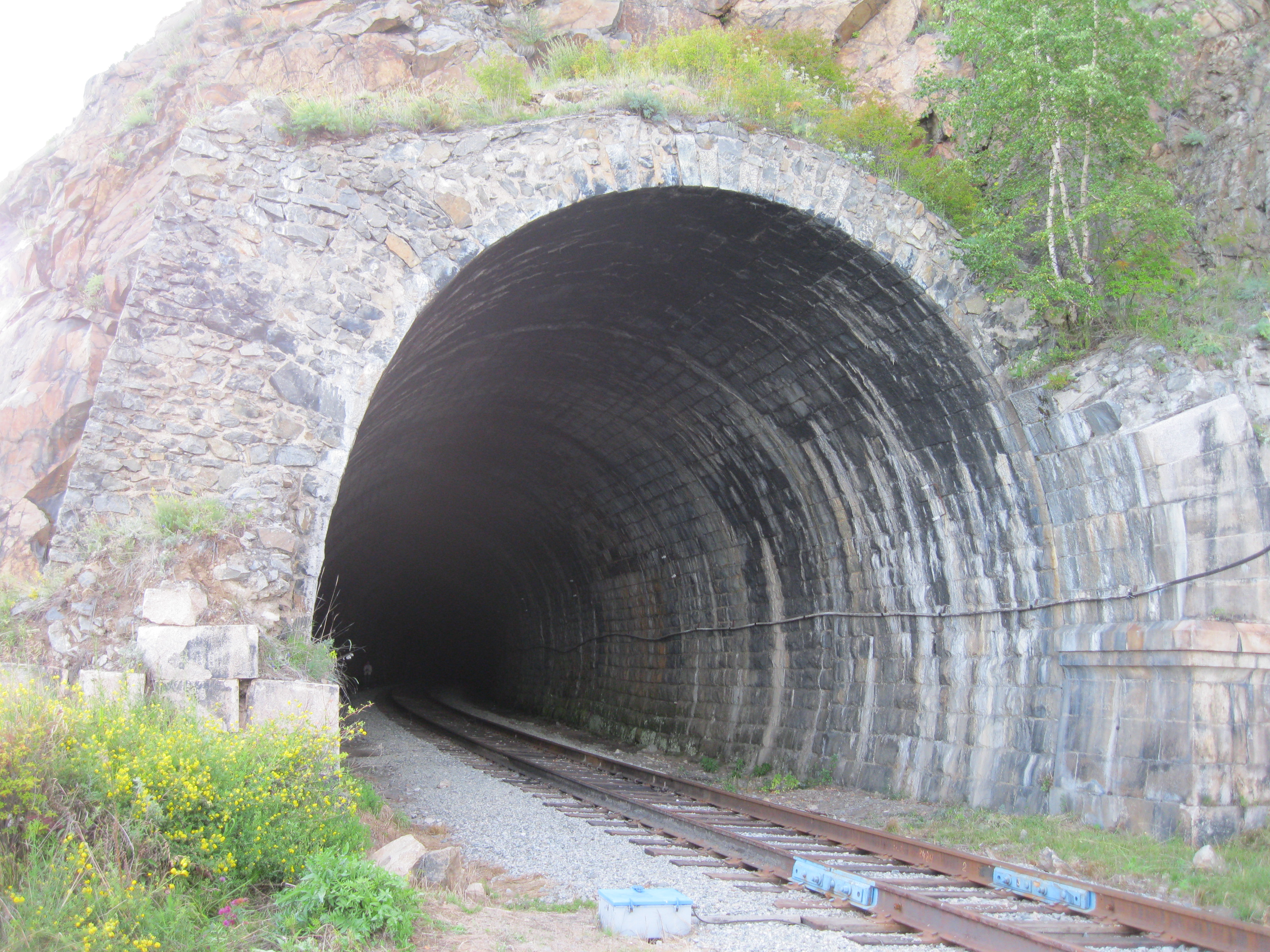
Восточный портал тоннеля № 9 (разрушен селем в 1971 году)

Тем не менее, несмотря на высокую активность по предотвращению опасных природных явлений, обвалы являлись крайне частым и опасным явлением на КБЖД, зачастую приводя к крушениям и многодневным перерывам в работе дороги. Так, например:
- В начале апреля 1913 года у тоннеля № 16 с Иркутской стороны произошёл обвал объёмом 4000 м³ породы, в результате чего движение поездов было прервано на десять суток.
- В апреле 1929 года в результате землетрясения на 143 км дороги произошёл сдвиг скального массива, который затем обрушился с высоты 200 м. Обвалившаяся порода разбила подпорную стенку и повредила оба пути (отдельные глыбы достигали размера объёмом 30 м³, их убирали взрывом). Задержка движения в результате обвала достигла 12 часов.
- В 1937 году глыба диаметром около 4 метров упала на вагон проходившего поезда, пробила крышу и пол, вызвав крушение состава.

В 1936 году с целью обеспечения безопасности движения была образована Маритуйская дистанция пути, работники которой обслуживали один из сложнейших в стране участков железной дороги. В 1939 году на Восточно-Сибирской железной дороге образована Путевая машинная станция (ПМС), занимавшаяся противообвальными работами (в её состав даже входили скалолазы). Срезка опасных склонов и уборка одиночных глыб продолжалась на протяжении многих лет, но интенсивное разрушение склонов продолжалось и продолжается по сей день:
- В мае 1941 года на 87 км дороги глыба объёмом 8 м³, сорвавшись с высоты 30 м, опрокинула идущий поезд вместе с паровозом в озеро, и он оказался в Байкале вверх колёсами. Этой каменной глыбой, ставшей своеобразной достопримечательностью, до сих пор придавлены некоторые детали вагона.[источник не указан 244 дня]
- 27 сентября 1948 года на 104 км дороги произошло обрушение скального массива (100 м в длину и 35 м в высоту) общим объёмом около 20 тыс. м³, в результате чего движение отсутствовало четверо суток.[источник не указан 244 дня]
- В 1982 году произошёл обвал объёмом 900 м³, движение остановилось на неделю.[источник не указан 244 дня]
- В 1991 году обвалом объёмом около 700 м³ завален вход в тоннель на 140 км КБЖД.[источник не указан 244 дня]

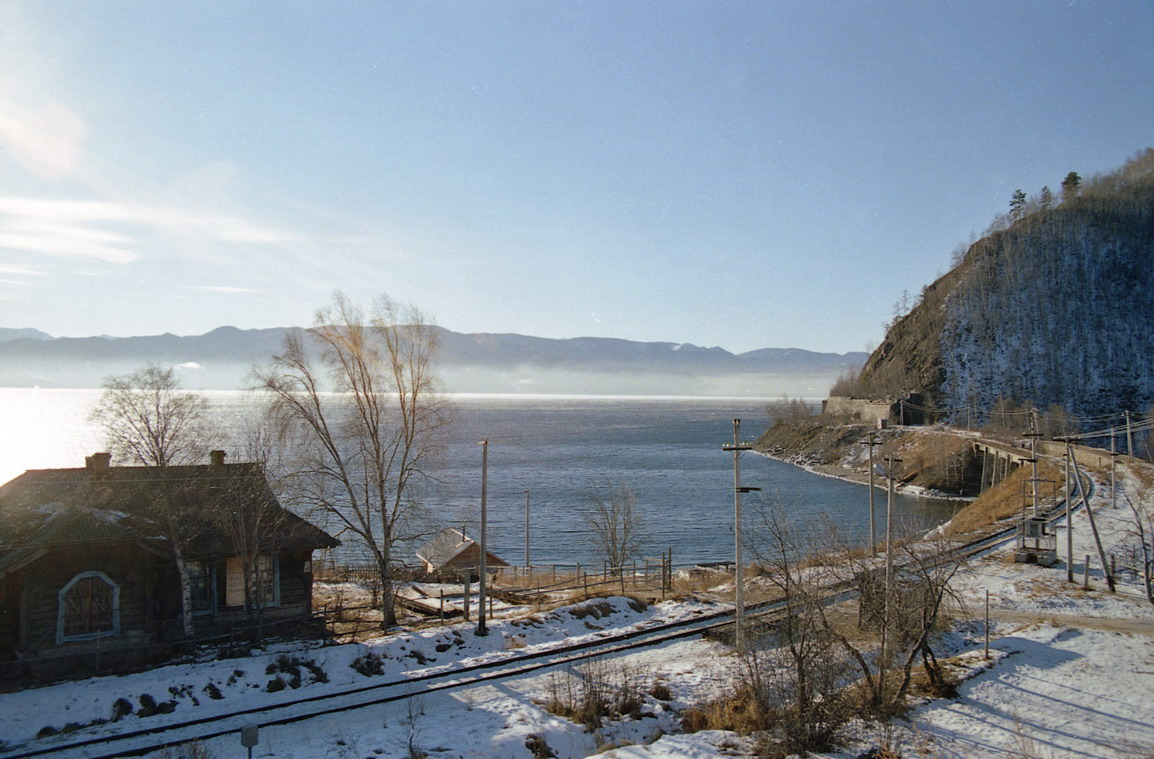
КБЖД зимой

Среди других природных явлений, оказывавших негативное влияние на безопасность движения на КБЖД, следует отметить селевые потоки и паводки. Наибольшую активность в этом отношении проявляла река Слюдянка, впадающая в Байкал вблизи станции Слюдянка II. Катастрофические последствия носил селевой поток на этой реке, случившийся 29 июня 1934 года, смывший несколько жилых домов и занёсший станцию толстым слоем ила и песка. В 1960 году селевой поток на Слюдянке вновь замыл железнодорожные пути, разрушил ряд дамб. Мощные ливни в 1971 году вызвали сильнейшие селевые паводки, что привело к разрушению ряда мостов и порталов тоннелей, а также строения пути на КБЖД (перерыв в движении составил почти неделю).
Также опасным следует признать необычное природное явление, регистрируемое на юге Байкала: нанос льда иногда вызывает многометровое нагромождение ледяных глыб на берегу, что приводит к заваливанию льдом путей железной дороги.
Только за 16 лет с 1932 по 1947 год произошёл 721 обвал, из них 502 без последствий для железной дороги, 201 с закрытием перегона и нарушением верхнего строения пути, 18 из них повлекли крушение поезда и разрушение земляного полотна. По данным инженерной службы Восточно-Сибирской железной дороги, всего с 1930 по 1984 год отмечены около 1200 обвалов и селевых явлений. Помимо этого, зафиксировано около 500 случаев падения отдельных камней, вызвавших повреждение пути и подвижного состава.

По воспоминаниям старых машинистов, поездки по Кругобайкальской всегда были какими-то особенными — и важными, и чуть-чуть тревожными.

### Прочие происшествия
6 марта 1946 года пассажирский поезд № 51 в связи со срывом стоп-крана допустил остановку перед тоннелем № 36 на перегоне Култук — Шарыжалгай, а затем проследовал в тоннель на скорости 10 км/ч. Следовавший за ним грузовой поезд № 961 из-за невнимательности локомотивной бригады допустил проезд запрещающего показания маршрутного светофора и в тоннеле столкнулся с хвостом пассажирского поезда. После столкновения возник пожар. В результате крушения погибло 20 человек, 29 было ранено.

## КБЖД в художественных произведениях
- Строительство Кругобайкальской железной дороги описано в романе известного сибирского писателя Кима Балкова «Байкал — море священное» (опубликован в 1989 году).
- Кругобайкальская железная дорога воспета в стихотворении поэта Юрия Левитанского[40]:

И вот расступаются горы,

Уходят гряда за грядой,

Зелёный глазок семафора —

Над синей Байкальской водой.
Дежурный, давай отправление!

Пусть ветер свистит и поёт —

Нам по сердцу скорость движенья,

Сквозного движения вперёд.

- Магистраль нашла своё отражение в творчестве ряда живописцев (Владимир Томиловский) и фотохудожников (Игорь Бержинский[44], Галина Коробова[45] и другие).
- В художественном фильме «Адмиралъ» (2008) несколько секунд мелькают зимние пейзажи Кругобайкальской железной дороги. Ошибка кроется в том, что участки этой дороги показываются, когда по сюжету А. В. Колчак едет из Омска в Иркутск, в то время как КБЖД находится к востоку от Иркутска.
- В романе Б. Акунина «Алмазная колесница» один из героев книги должен был совершить диверсию и взорвать тоннель № 12 КБЖД.
- Действие повести "Год чуда и печали" Леонида Бородина происходит в железнодорожном посёлке на КБЖД, сам автор провёл своё детство и юность на железнодорожной станции Маритуй[46]

## Галерея

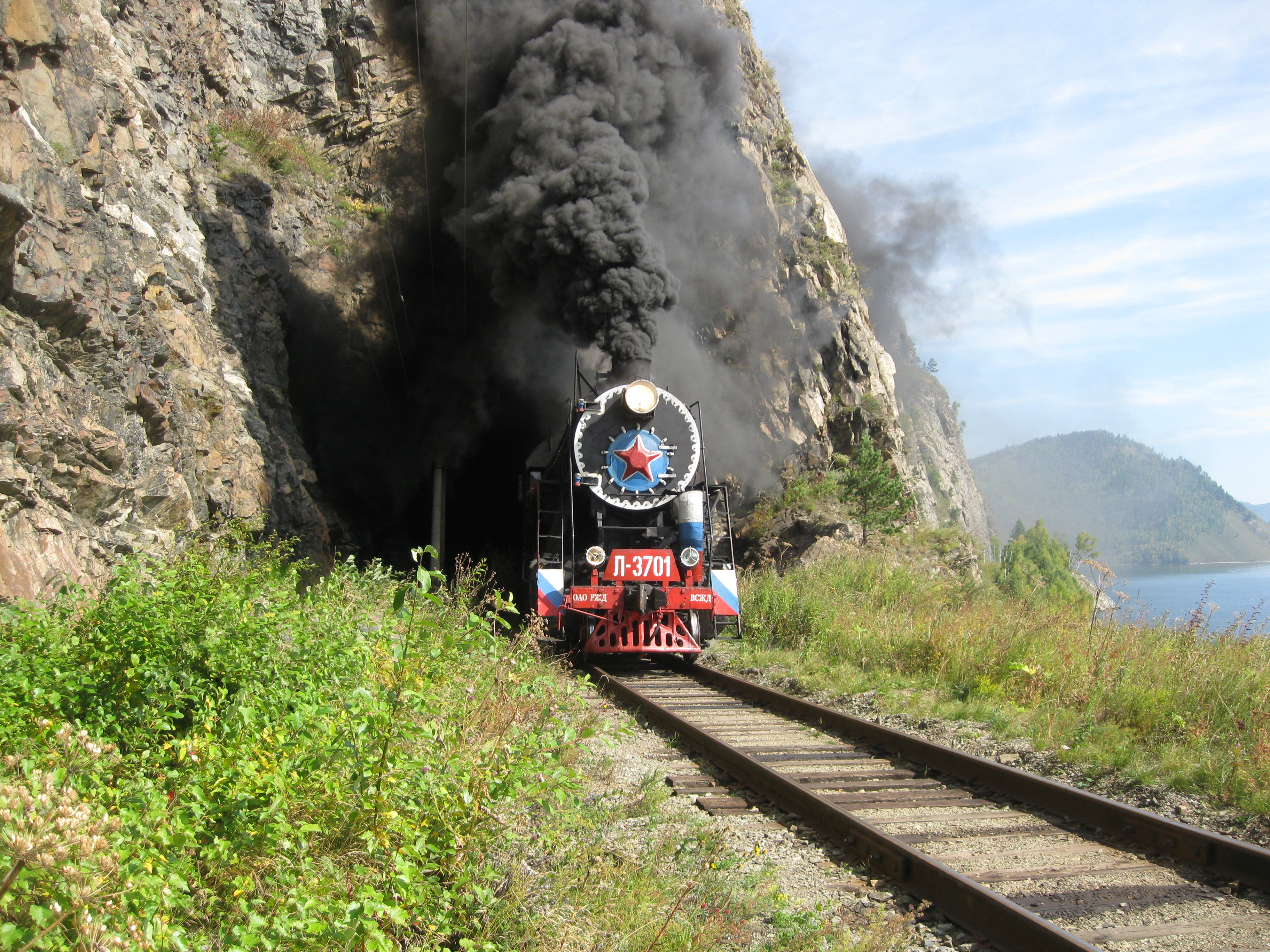
Туристический ретро-поезд
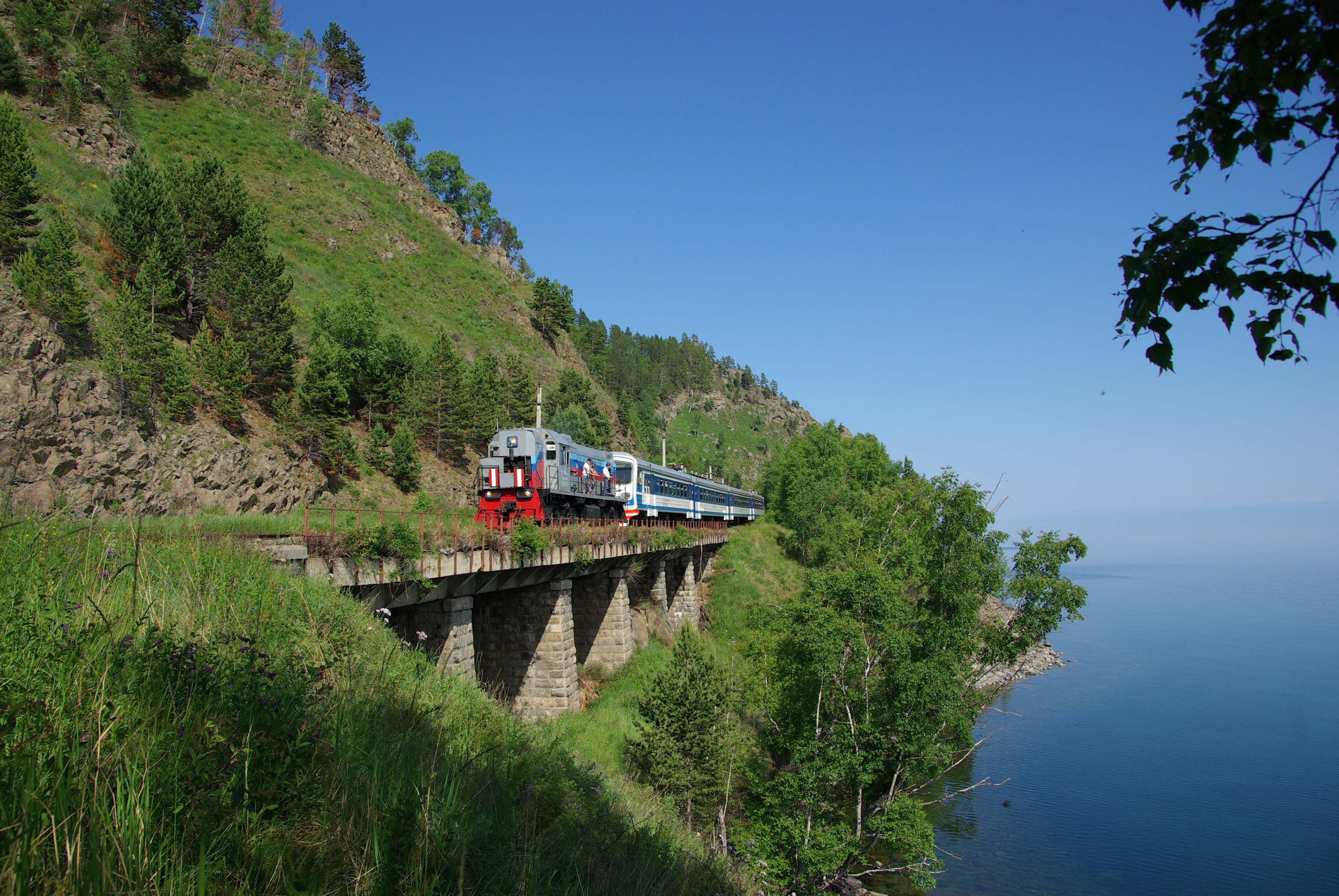
Экскурсионный поезд
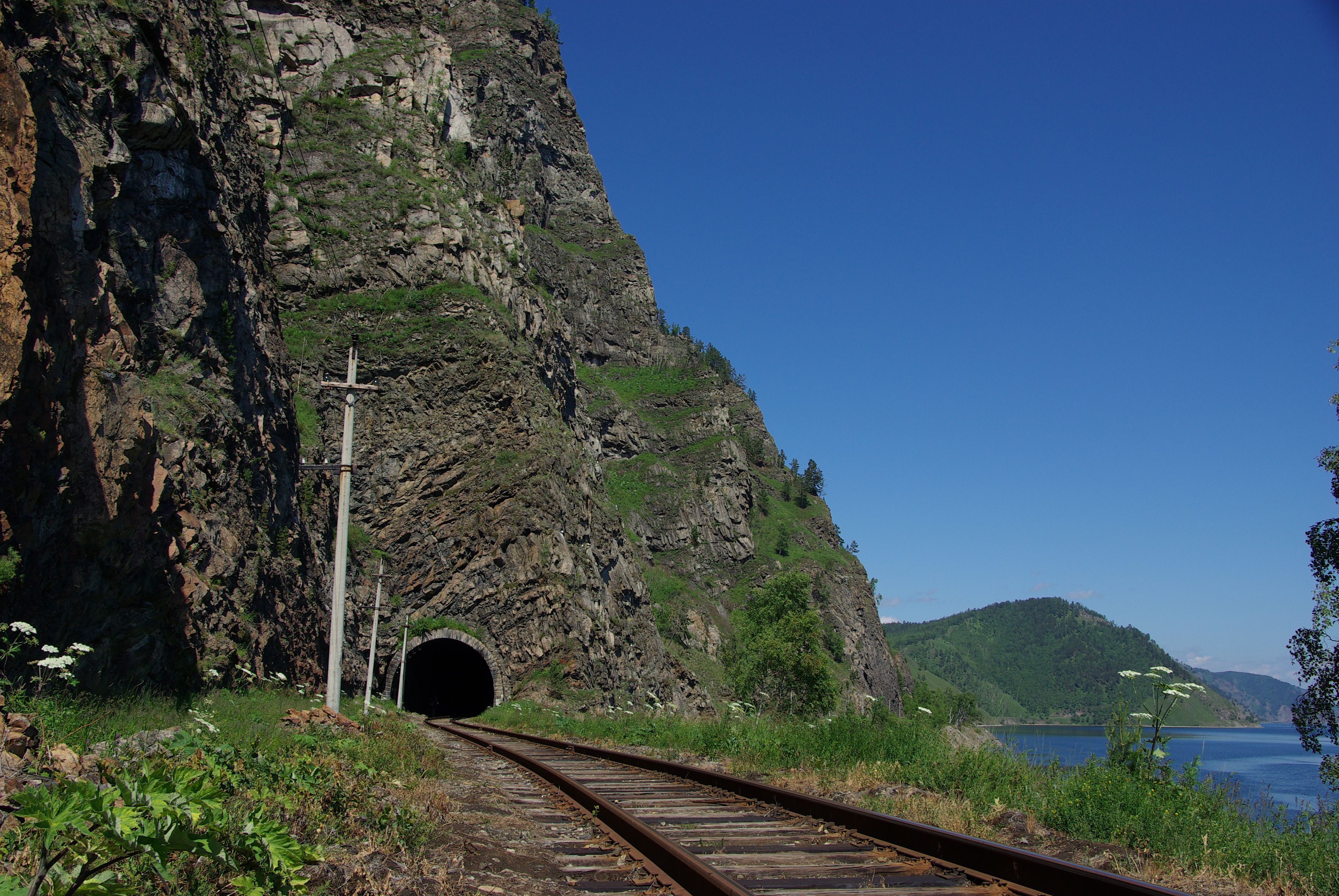
Тоннель
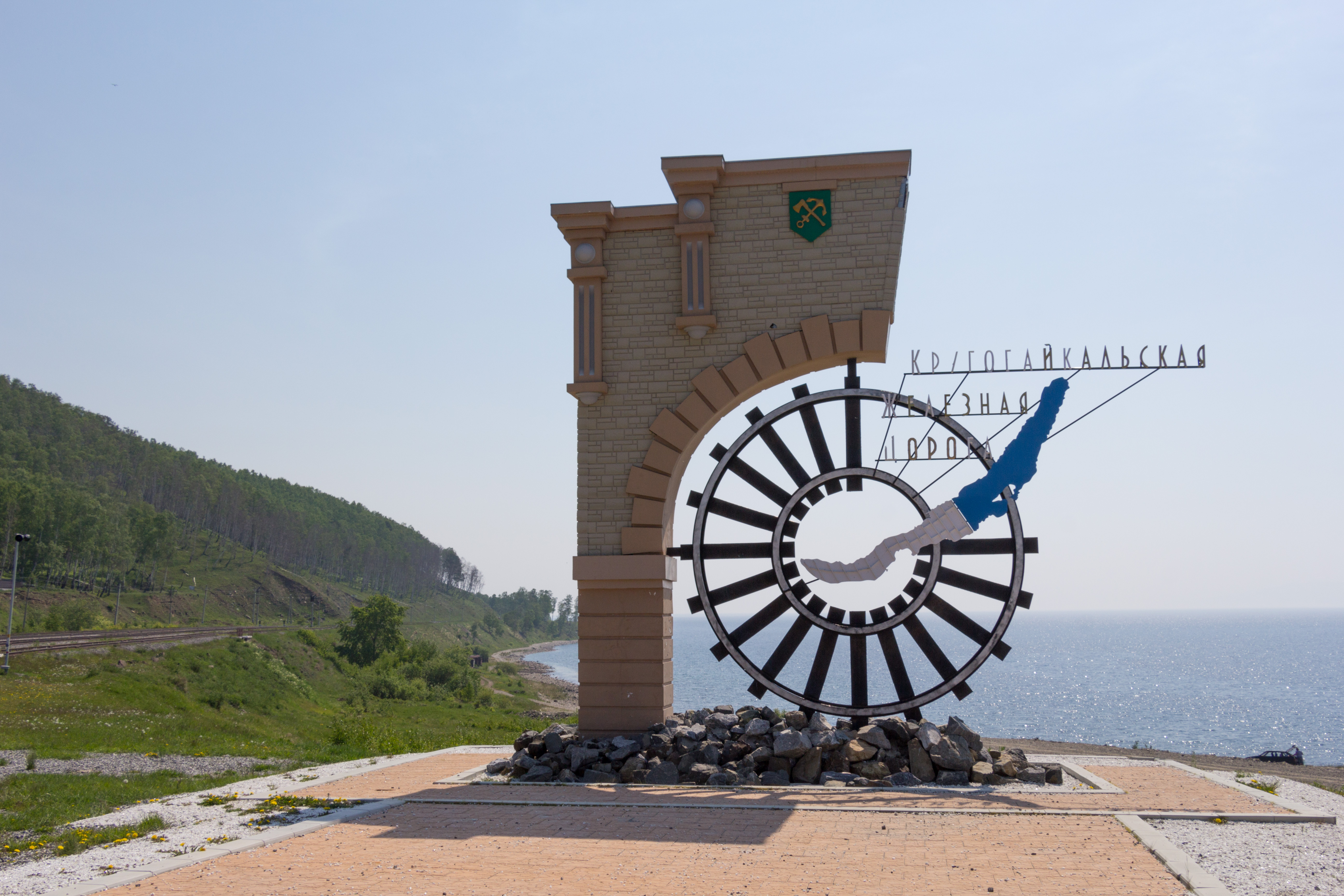
Памятный знак
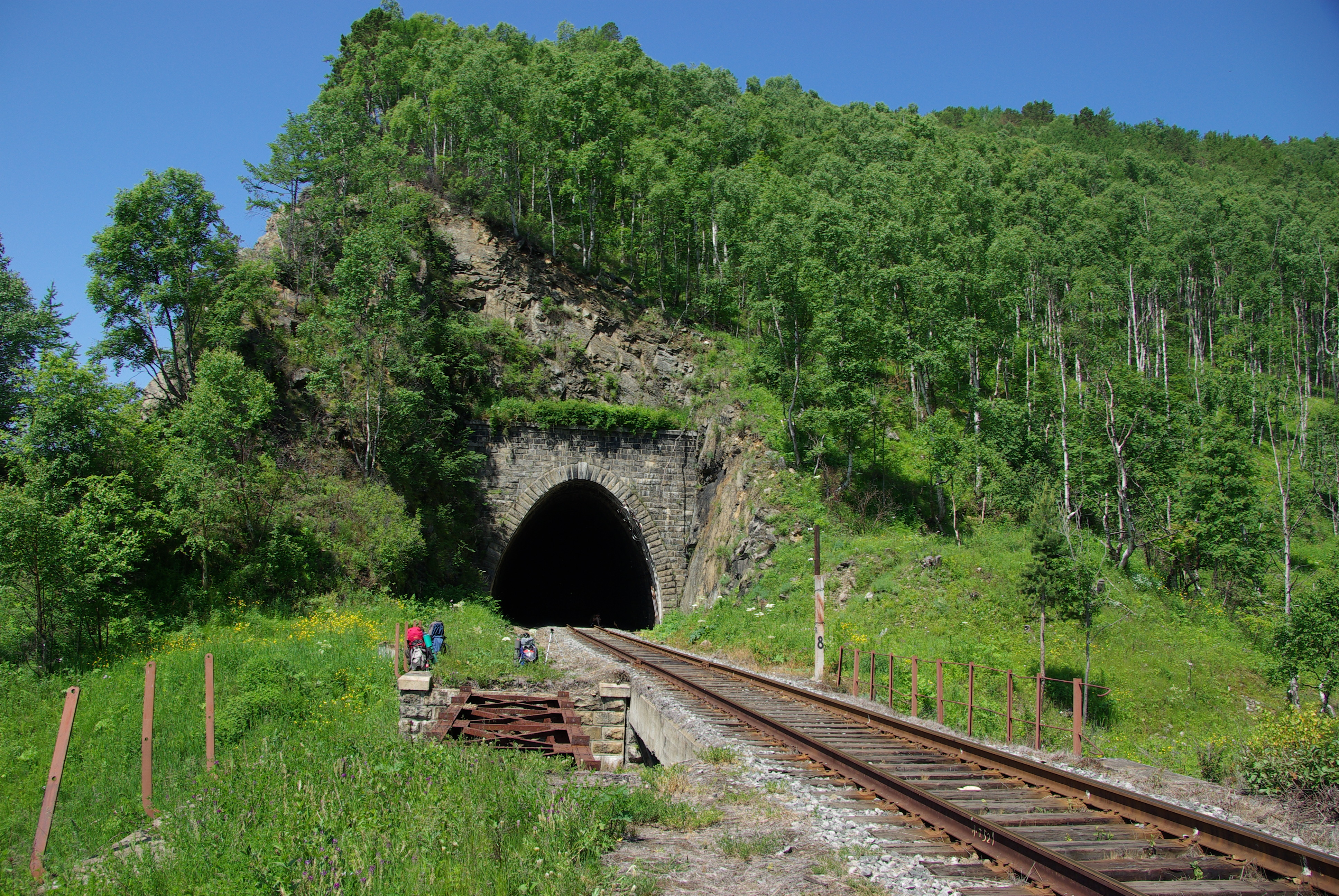
Тоннель
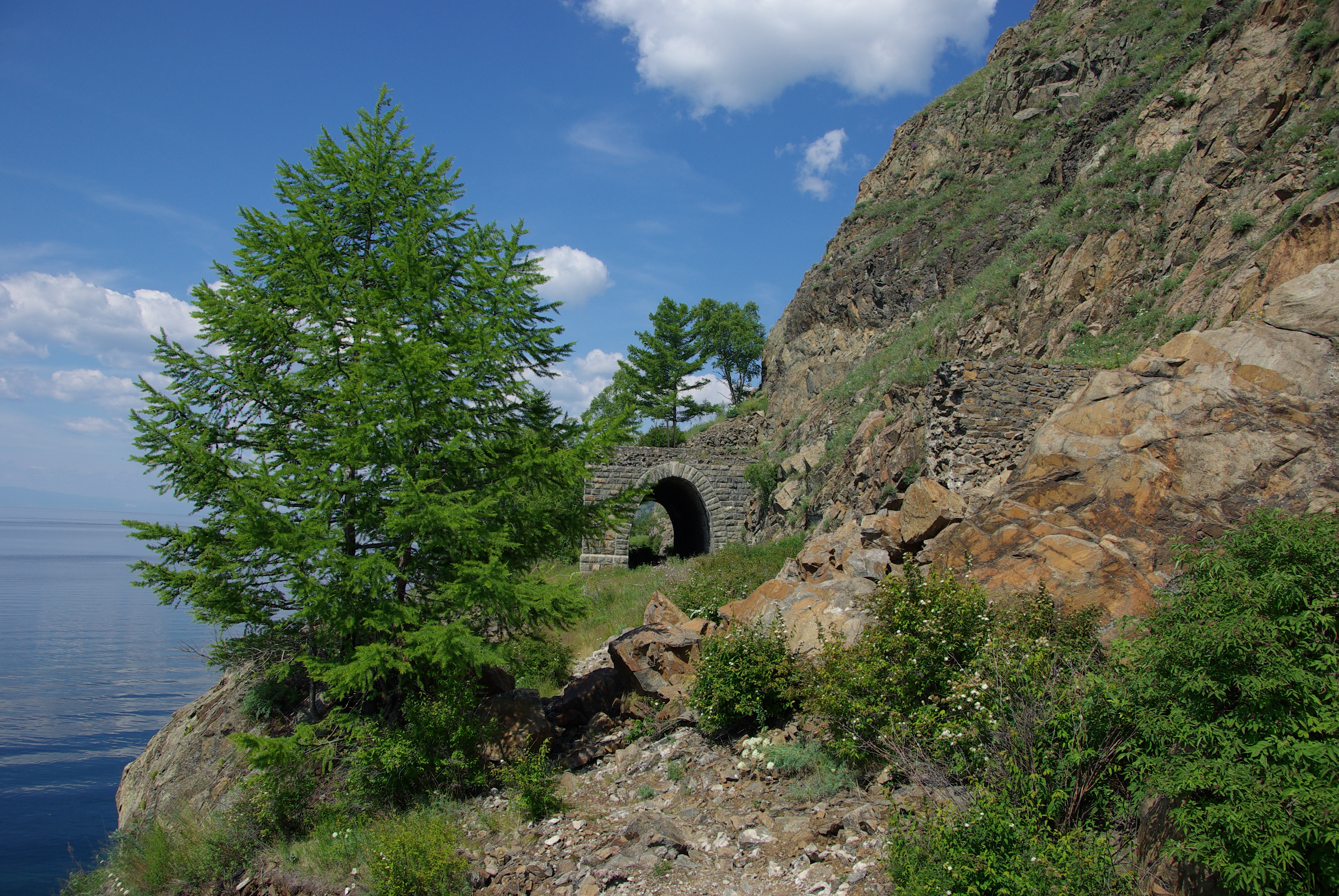
Тоннель
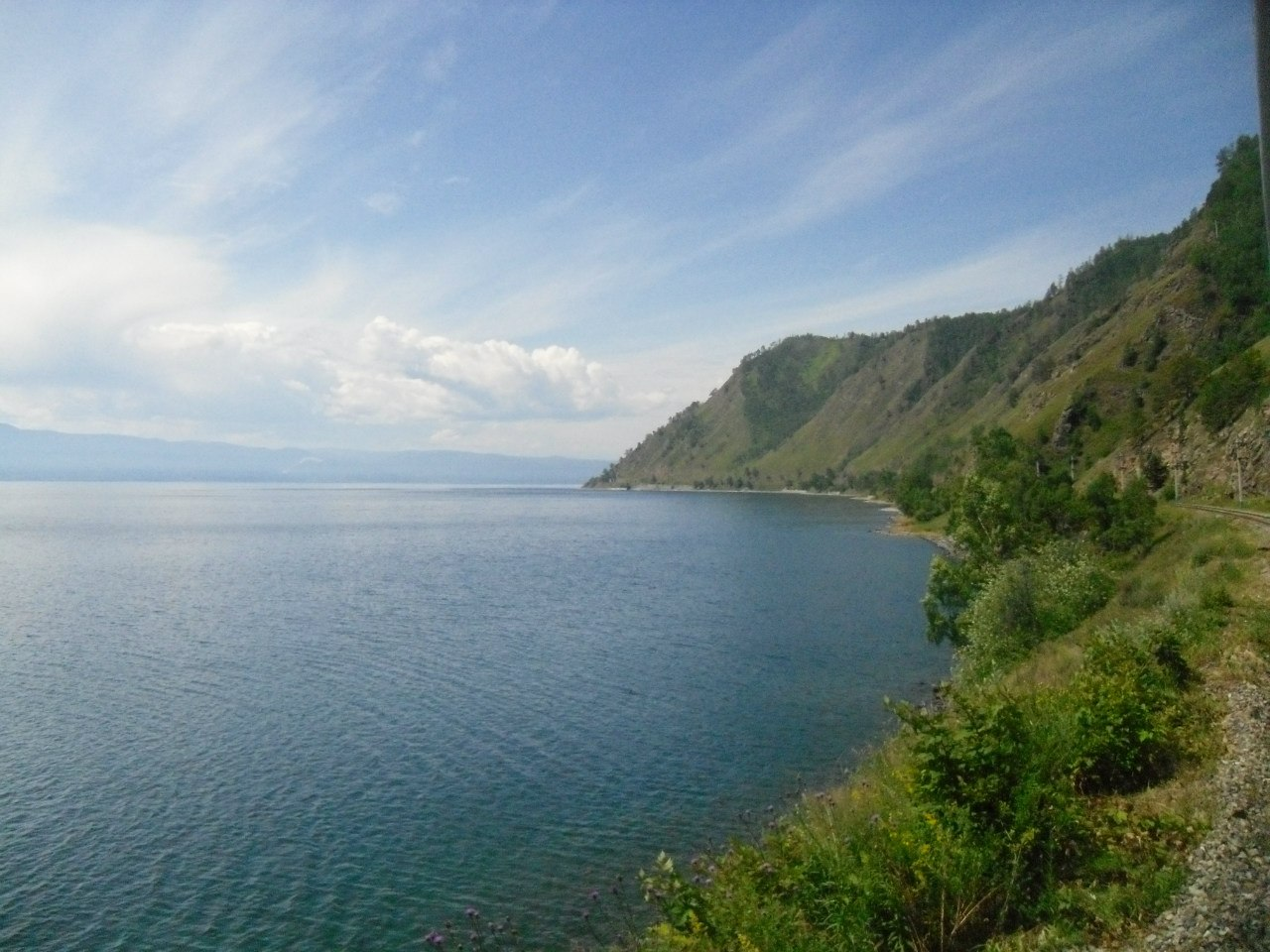
Берег Байкала на КБЖД
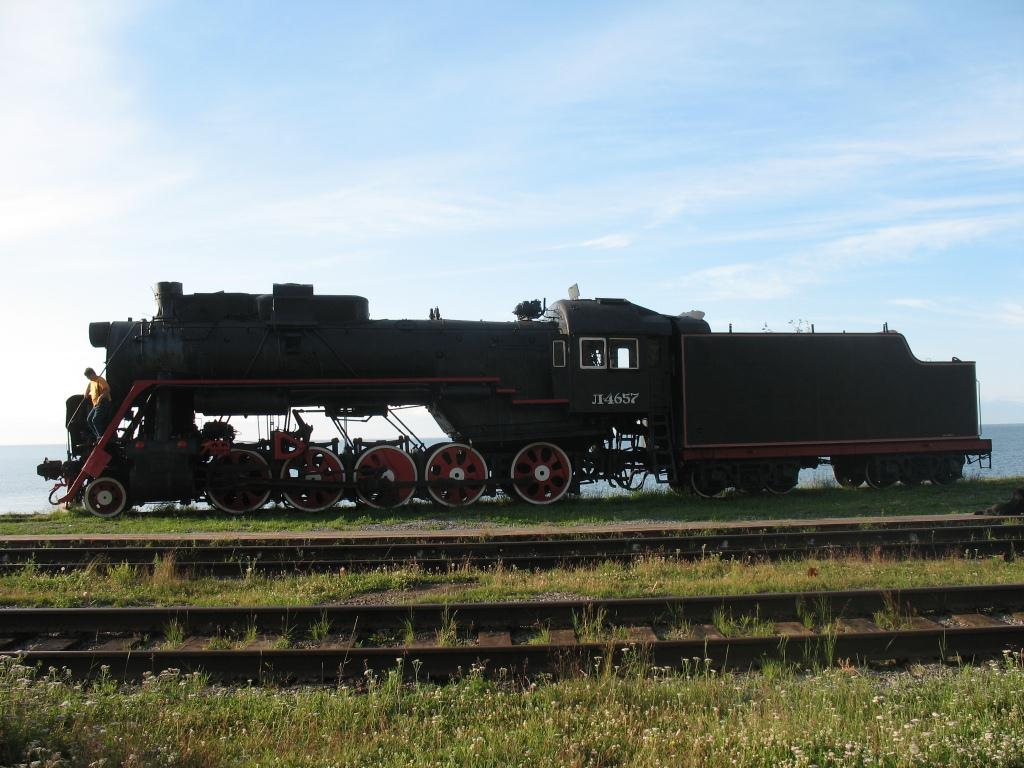
Паровоз Л-4657
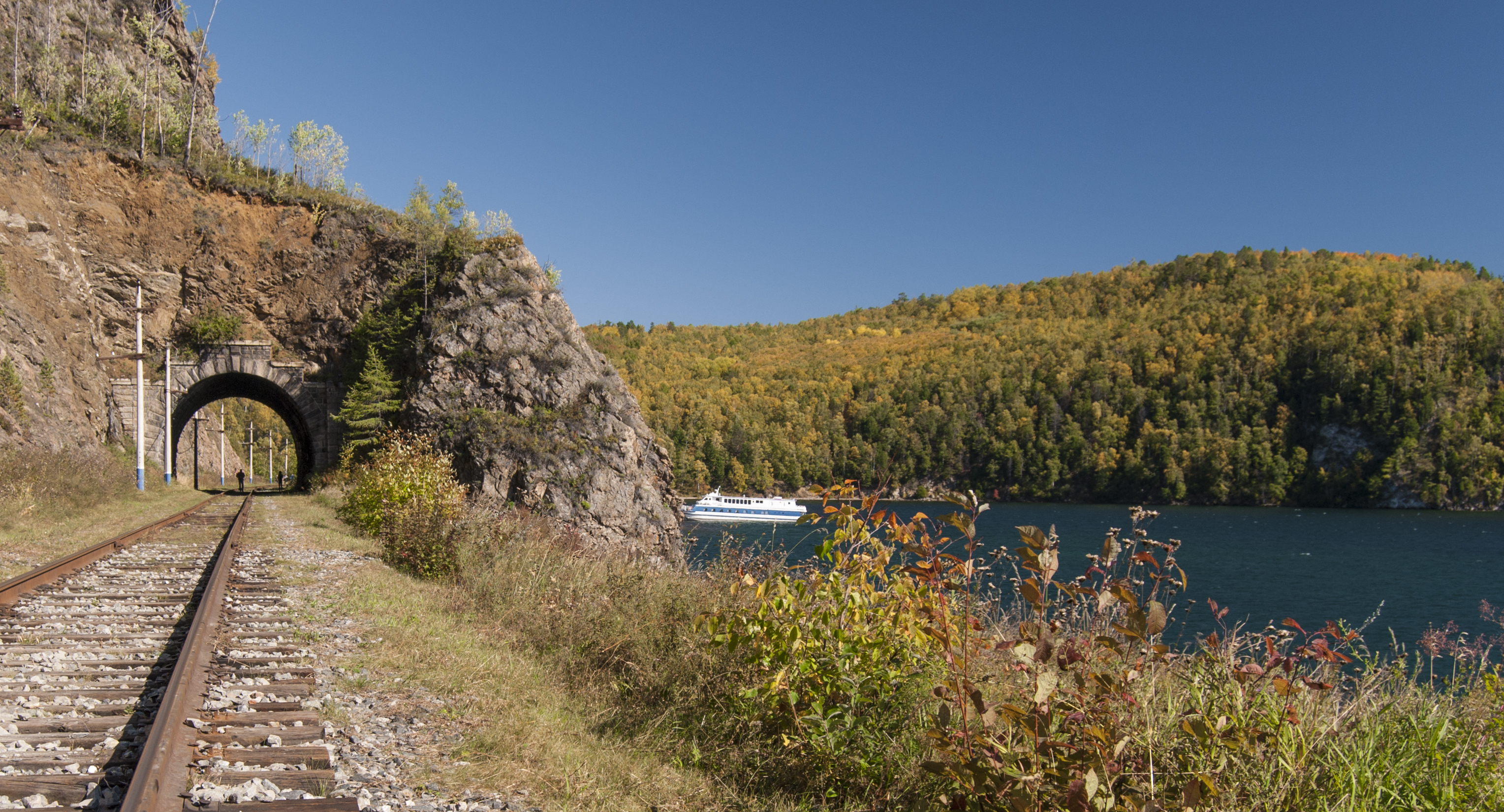
Тоннель 13 на Кругобайкальской железной дороге (самый короткий) и бухта Половинная